# Minden
Minden is een stad en gemeente in de Duitse deelstaat Noordrijn-Westfalen en de Kreisstadt van de Kreis Minden-Lübbecke. De gemeente telde  op de peildatum van de meest recente statistiek 81.592 inwoners (31 december 2020) op een oppervlakte van 101,08 km².

## De 19 stadsdelen in kort bestek

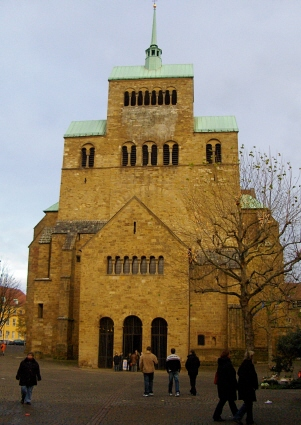
Façade van de dom

Stadsdelen van Minden

(Het getal achter de naam van het stadsdeel is het aantal inwoners per 31 december 2017)
- Innenstadt (binnenstad) (10.806):

Minden is in de Tweede Wereldoorlog zwaar beschadigd. Dat geldt ook voor de dom, die uit de tijd van Karel de Grote dateert en na het bombardement van 28 maart 1945 in zijn oude staat werd herbouwd. Het stadhuis werd op die dag eveneens verwoest, en is grotendeels vervangen door nieuwbouw. Midden in de binnenstad, die van 1648-1873 een Pruisische vesting was, is een groot winkel- en parkeerplein met de naam Scharn. Hier was van 2018-2025 een groot stadsvernieuwingsproject in uitvoering. Beter bewaard bleef het vroeg 19e-eeuwse kazernegebied en het hoger gelegen deel van de binnenstad, waar zich onder meer de Alte Münze en een als museum gebruikte rij vakwerkpanden in de stijl van de Wezerrenaissance bevindt. Ook elders in de binnenstad is deze stijl te vinden, bijvoorbeeld in het monumentale Haus Hagemeyer uit 1592. Aan de noordoostkant van de binnenstad en langs de Wezer ligt de Fischerstadt, waar delen van de oude stadsmuur bewaard gebleven zijn.
- Bärenkämpen (6.940): multi-etnische flatwijk uit de jaren 1960-70 direct ten noordwesten van het centrum.
- Bölhorst (900): oud mijnwerkersdorp ten zuiden van het centrum; van 1638 tot 1886 was hier een grote steenkoolmijn.
- Dankersen (5.066): in de 11e eeuw ontstaan, voormalig zelfstandig dorp oostelijk van de Wezer; het dorp heeft nog enige oude, schilderachtige vakwerkhuizen; Dankersen is de thuisbasis van de bekende handbalclub GW Dankersen Minden.
- Dützen (3.753): hier, aan de zuidgrens van de gemeente en de noordhelling van het Wiehengebergte, bevindt zich een pretpark met de naam potts park.
- Haddenhausen (1.566): in het uiterste zuidwesten van de gemeente; het dorp heeft een kasteel uit 1615, dat door een adellijke familie bewoond wordt.
- Hahlen (3.826): al lang bestaand dorp in het uiterste westen van de gemeente Minden.  Hier, in Todtenhausen, en in het iets noordelijker Stadtteil Minderheide, vond in 1759 de Slag bij Minden plaats. Na 1900 werd de oostelijke helft van Hahlen geleidelijk een voorstadje van Minden. De westelijke helft heeft zijn dorpse karakter bewaard.
- Häverstädt (3.489): in dit aan de zuidkant van de gemeente, op de grens met Porta Westfalica, liggende stadsdeel staat het grootste ziekenhuis van Minden; van 1935 tot 1968 was hier een ijzerertsmijn.
- Königstor (8.944): uitgestrekte stadswijk ten westen van het centrum; op de Museumseisenbahn naar Hille, die door deze wijk loopt, worden in de zomer toeristische ritten met stoomtreinen gehouden.
- Kutenhausen (1.801): tijdens de Slag bij Minden was hier de uitgangsstelling van de Pruisische en Britse troepen. Het dorp ligt in het noordwesten van de gemeente Minden.
- Leteln-Aminghausen (3.132): bestaat uit twee voormalige boerendorpen ten noorden van het Mittellandkanal en ten oosten van de Wezer.
- Meißen (3.337): in het uiterste zuidoosten van de gemeente; van 1820 tot 1958 was hier een grote steenkoolmijn.
- Minderheide (4.077): deels sterk agrarisch gebied  in de noordwesthoek van de gemeente.
- Nordstadt (7.240): stads- en industriewijk direct ten noorden van het centrum;  het Wasserstraßenkreuz Minden ligt in dit gebied.
- Päpinghausen (385): voormalig dorp in het noordoosten van de gemeente; maakte grotendeels plaats voor haven- en industrieterreinen.
- Rechter Wezeroever (4.785): in deze oude arbeiderswijk staat onder andere het station van de stad en een grote chemische fabriek, die grondstoffen voor medicijnen maakt.
- Rodenbeck (8.929): woonwijk ten zuidwesten van het centrum, waar na de Tweede Wereldoorlog vrij veel Heimatvertriebene onderdak vonden. Door de wijk loopt een beekje, de Bastau.
- Stemmer (1.668): oud boerendorp in het uiterste noordwesten van de gemeente, behoorde vroeger tot buurgemeente Petershagen
- Todtenhausen (3.316): locatie van de Slag bij Minden (1759); hier staat ook het gedenkteken, waar deze slag ieder jaar nog herdacht wordt; richting Petershagen zijn enige kleine natuurreservaten.

Totaal aantal inwoners 31-12-2017: 83.960

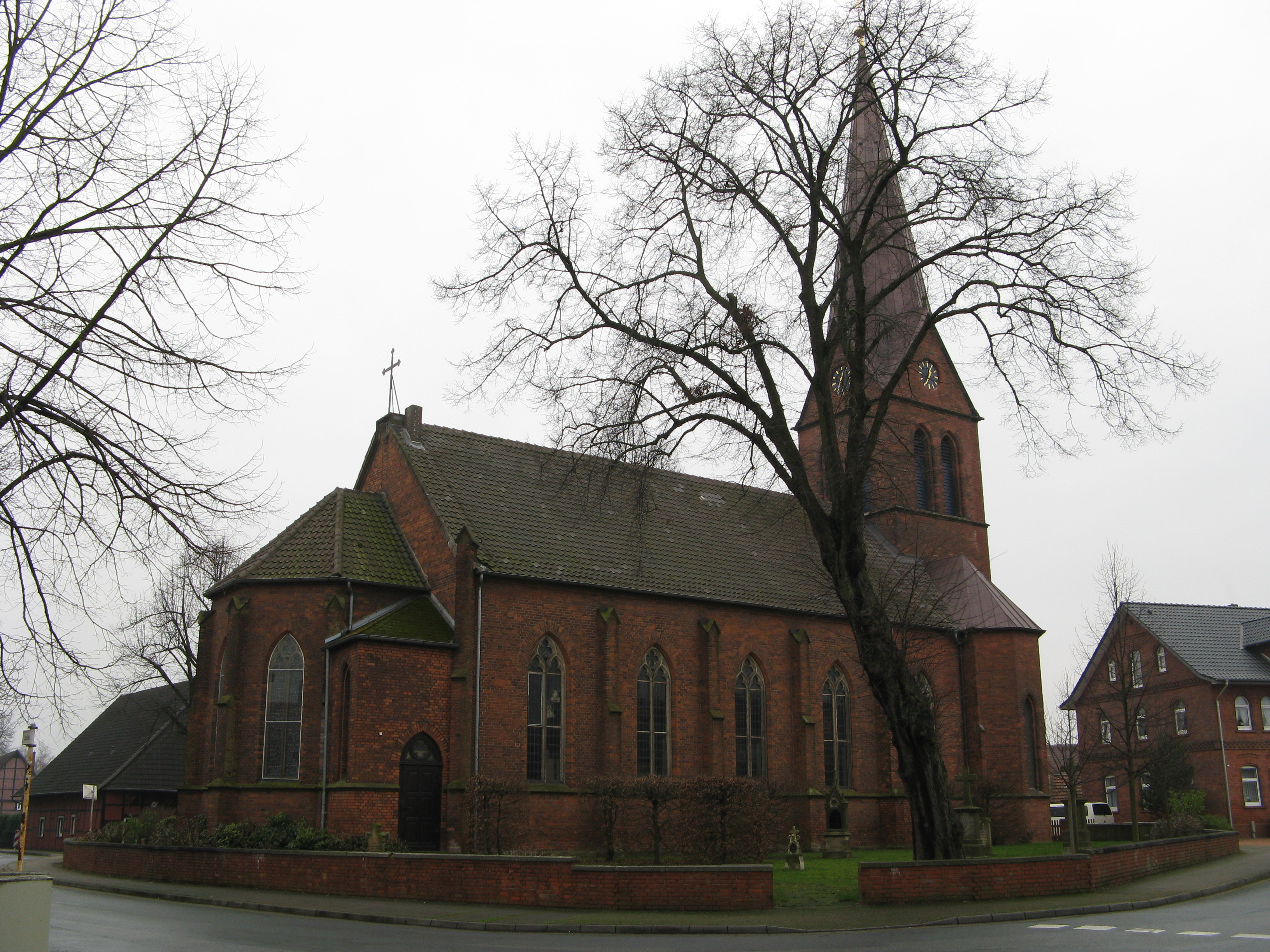
Dankersen, dorpskerk
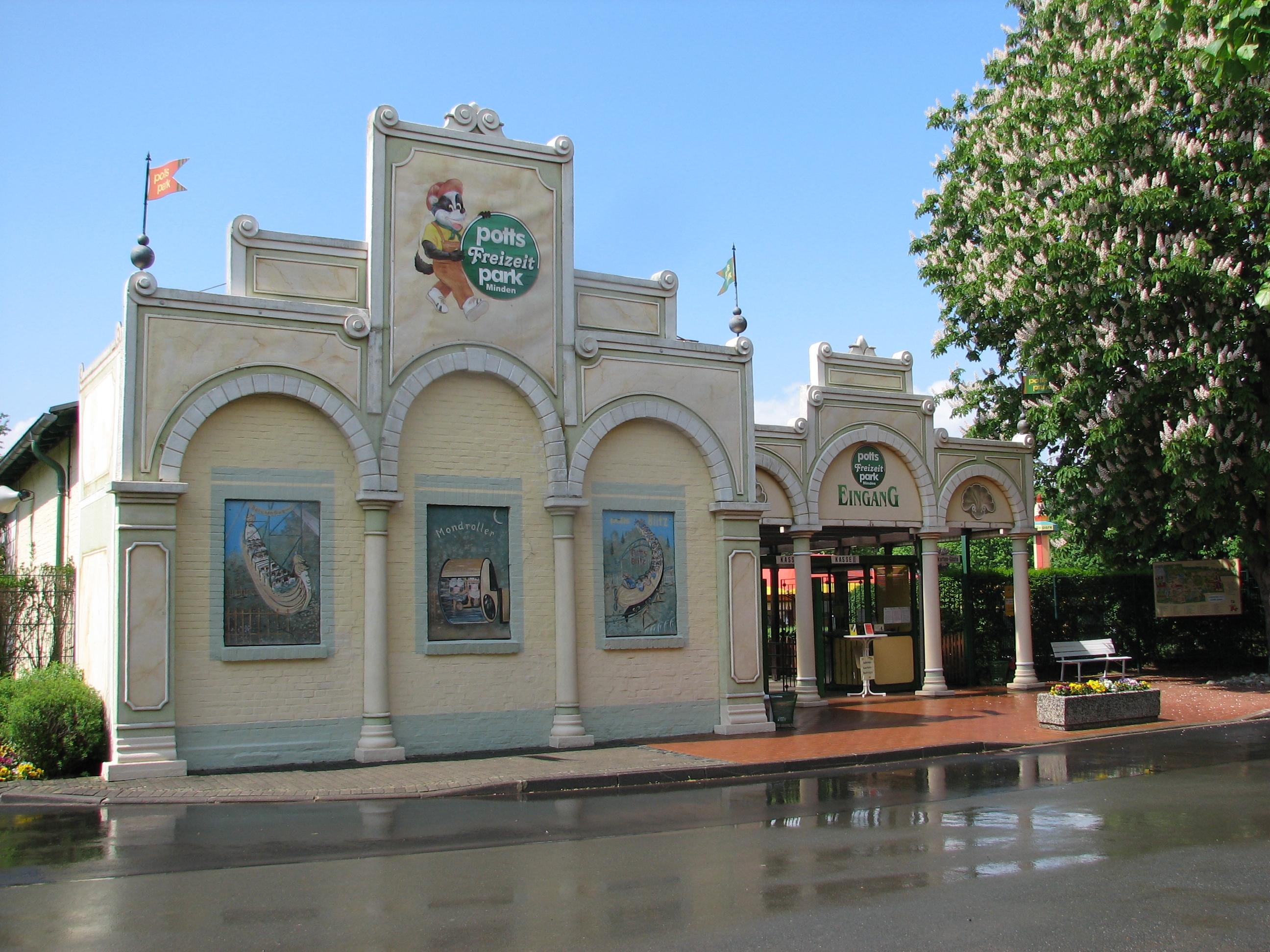
Ingang potts park
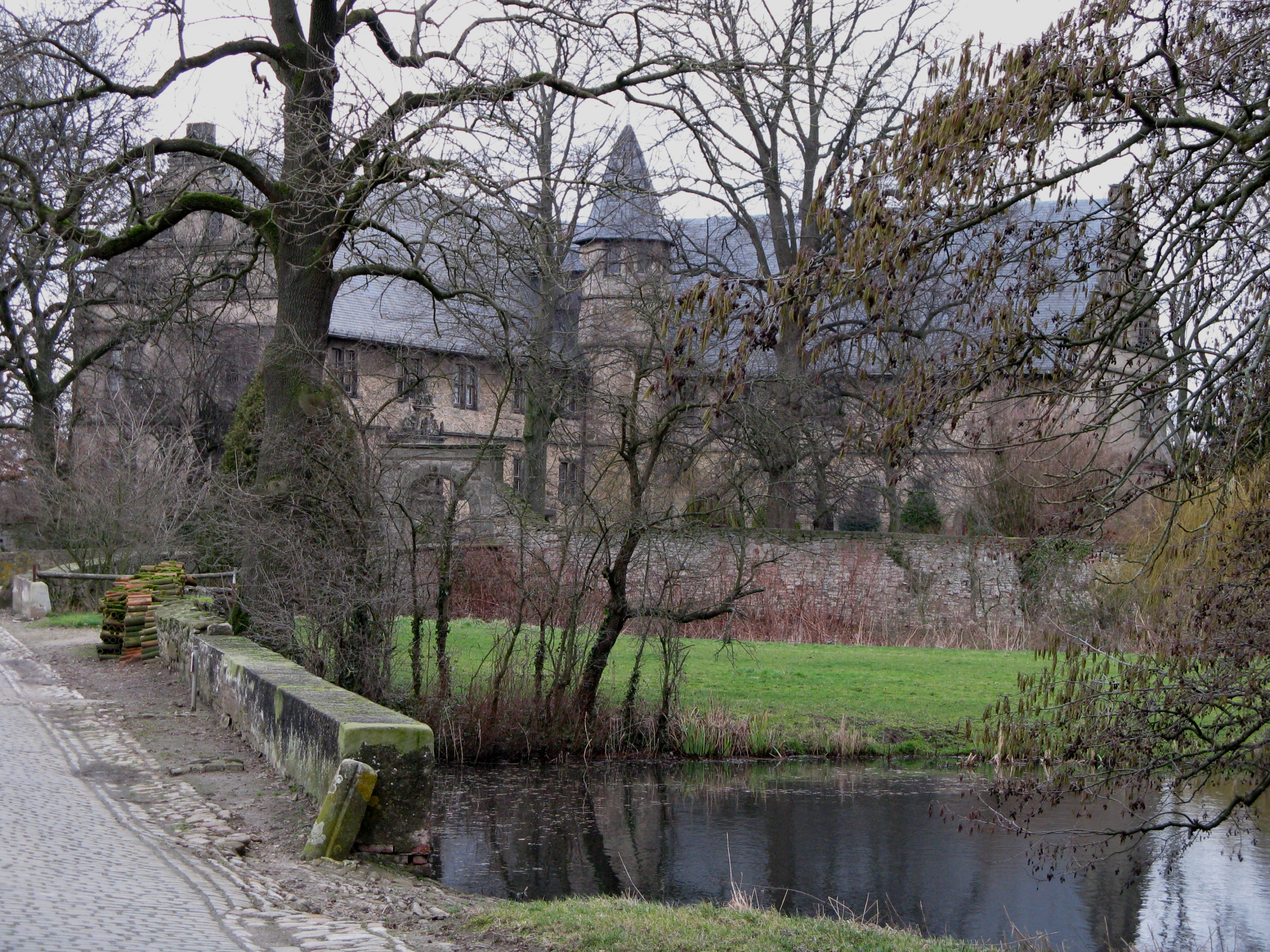
Kasteel Haddenhausen
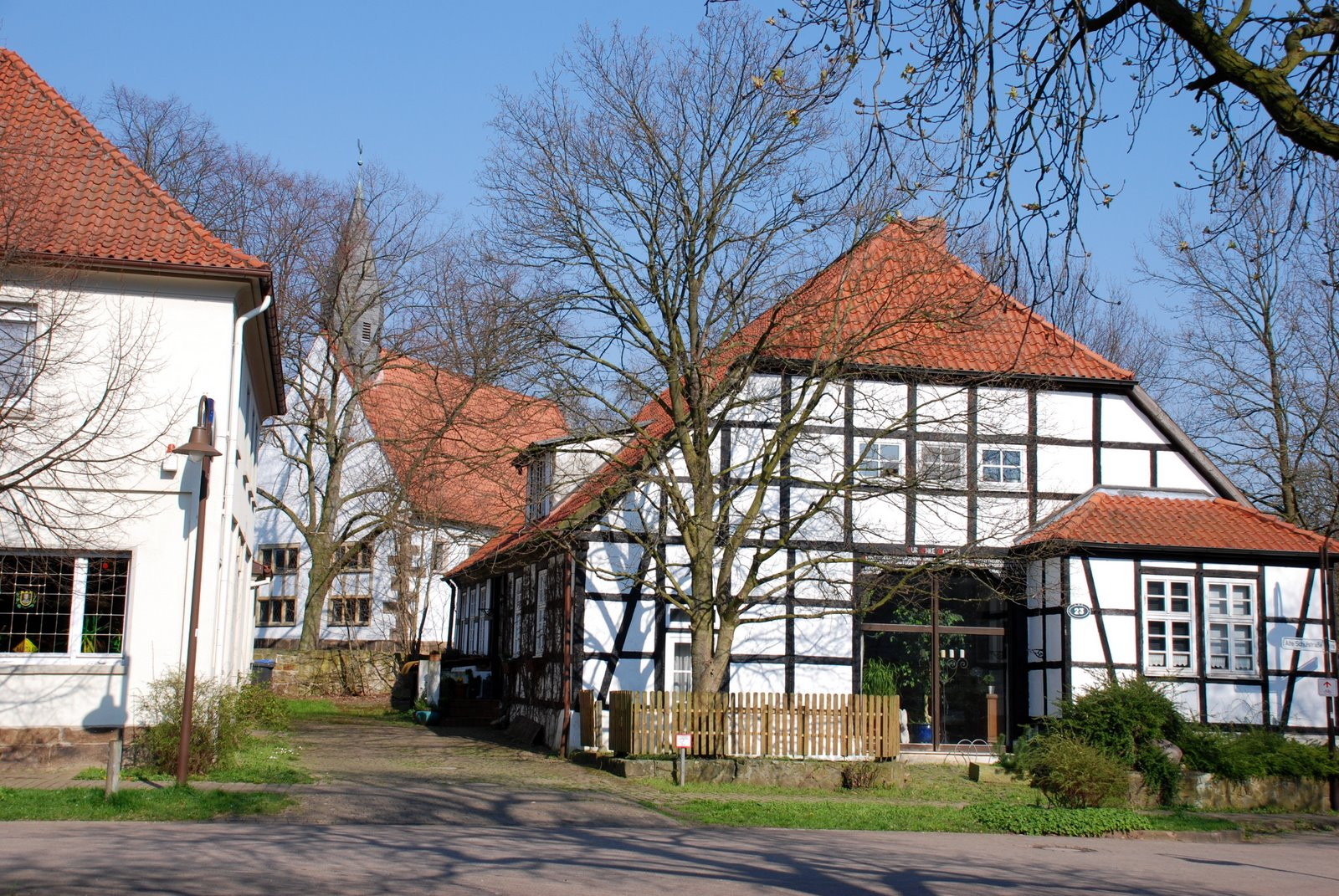
Centrum van het oude dorp Hahlen
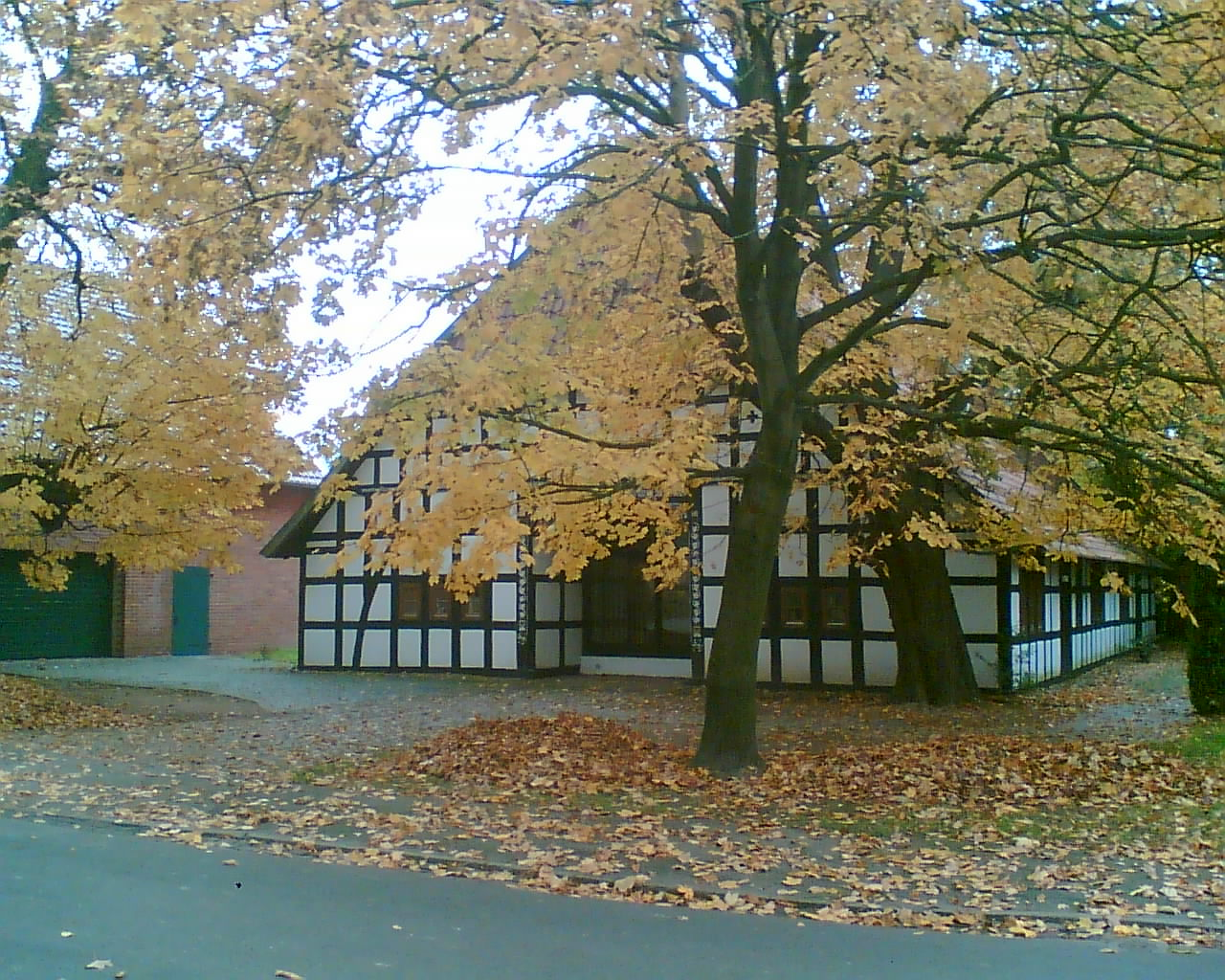
Hahlen, vakwerkhuis
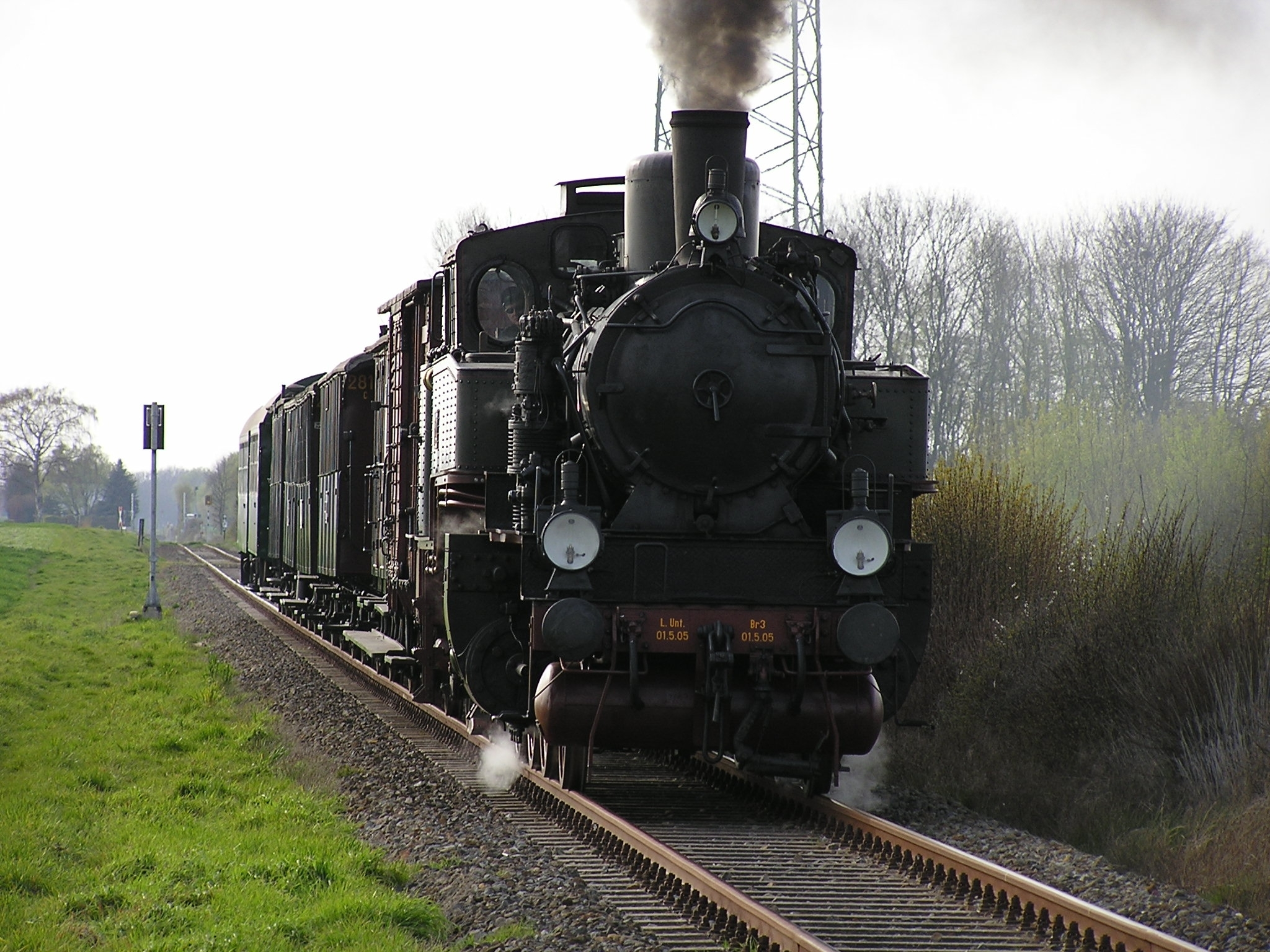
Stoomtrein: in Königstor rijden deze treinen af en toe nog
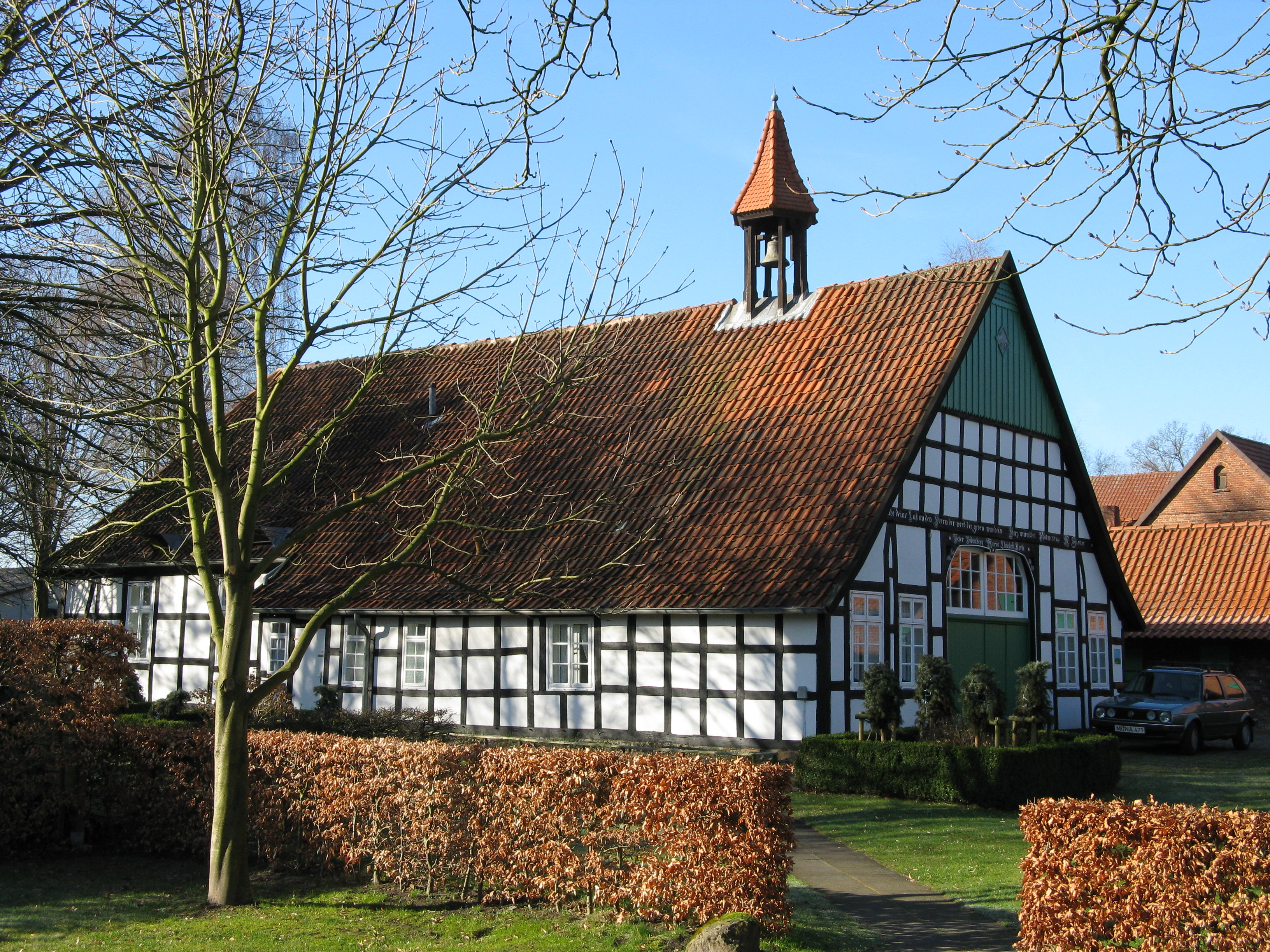
Heimathaus (dorpshuis) Kutenhausen
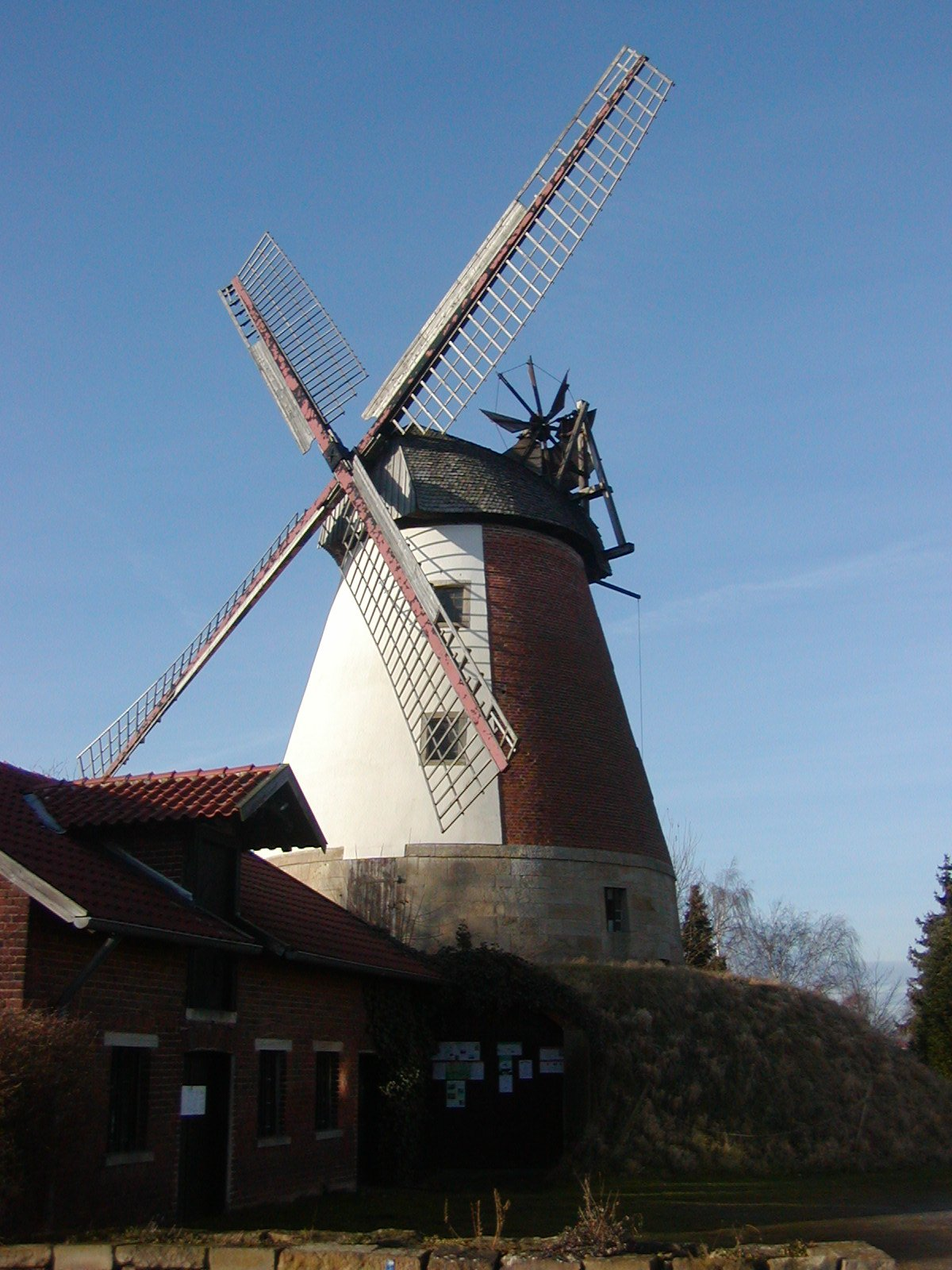
Windmolen Meißen (1869)
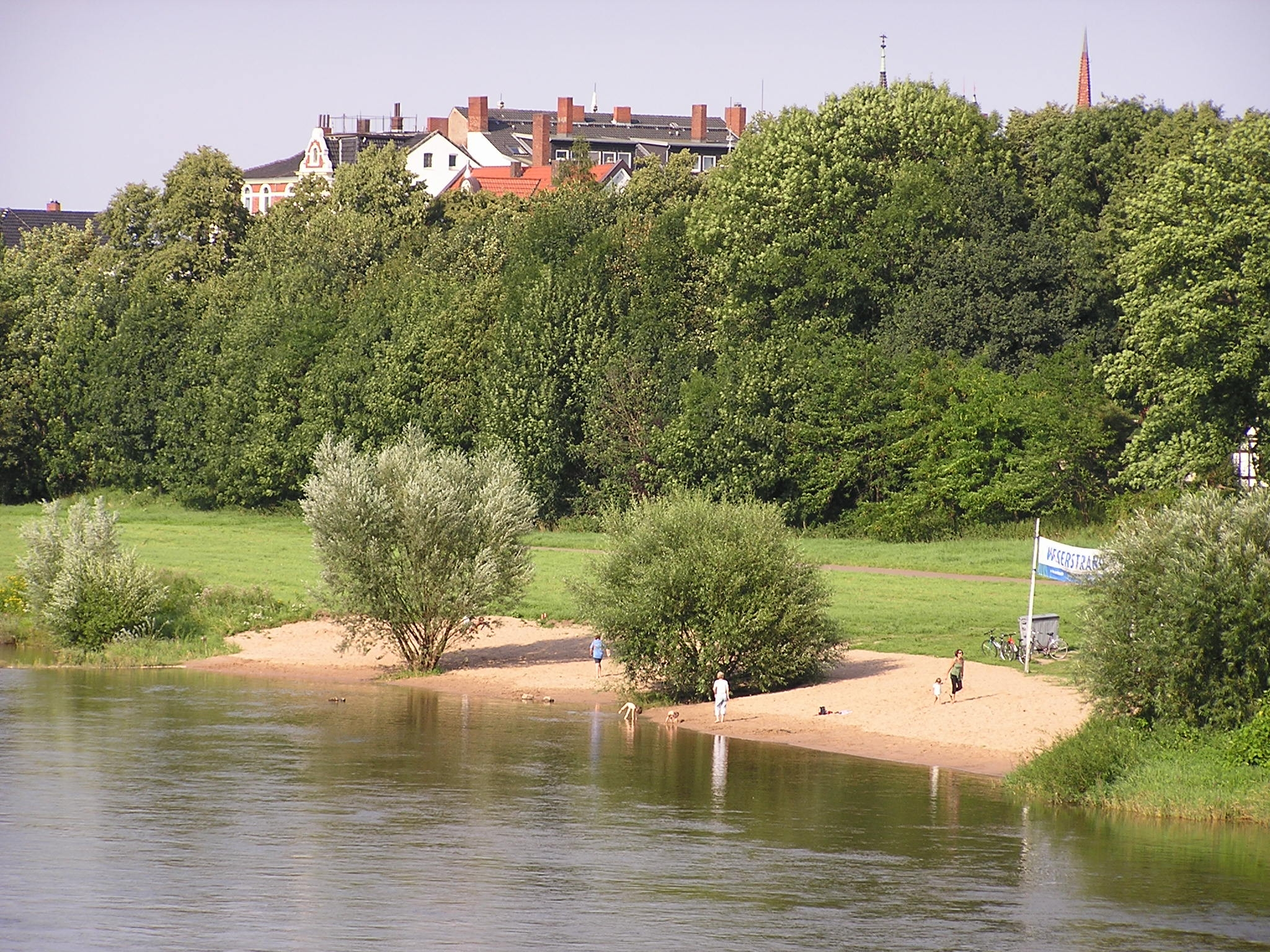
Strandje op de rechter Wezeroever
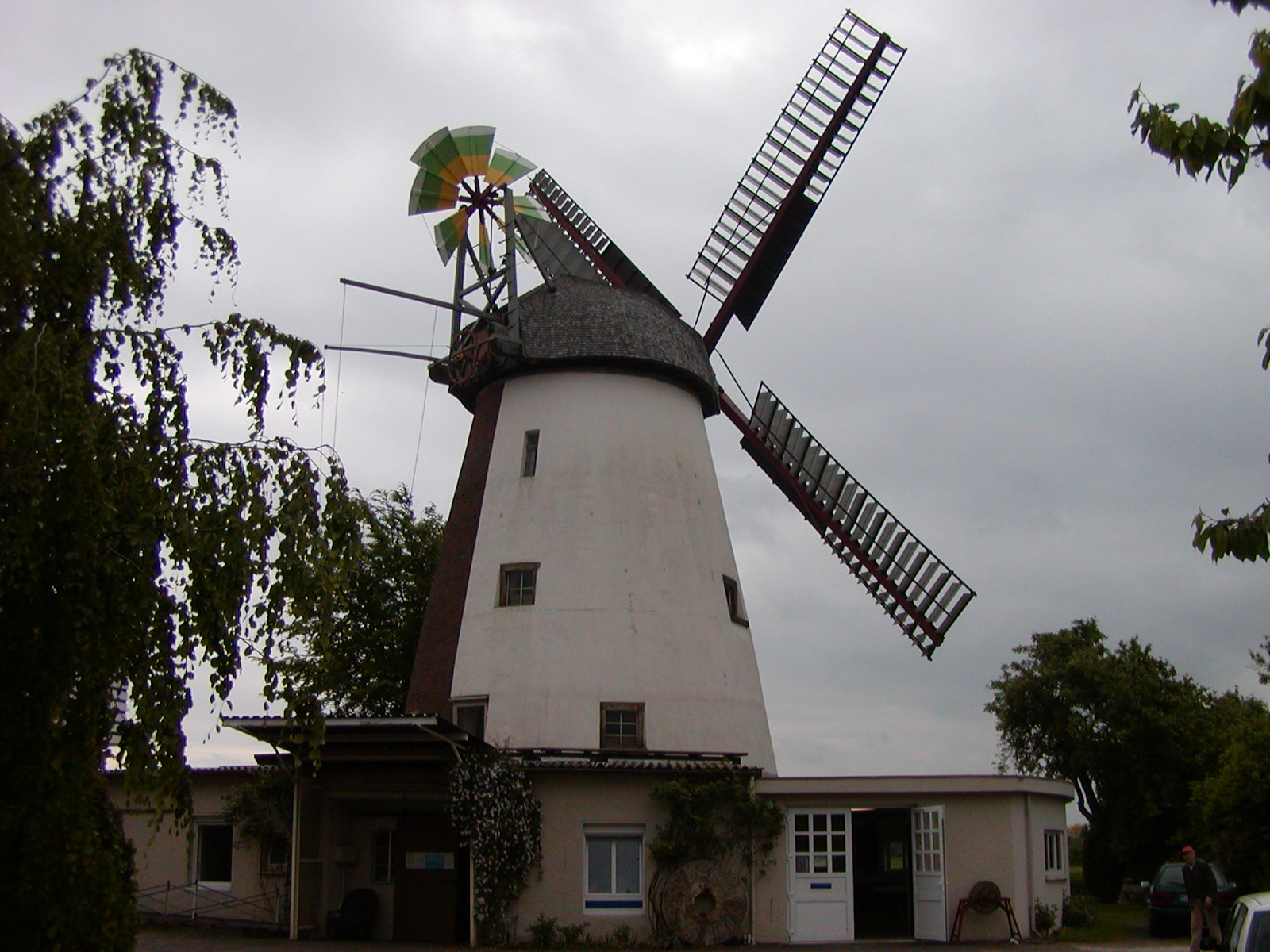
Windmolen te Stemmer
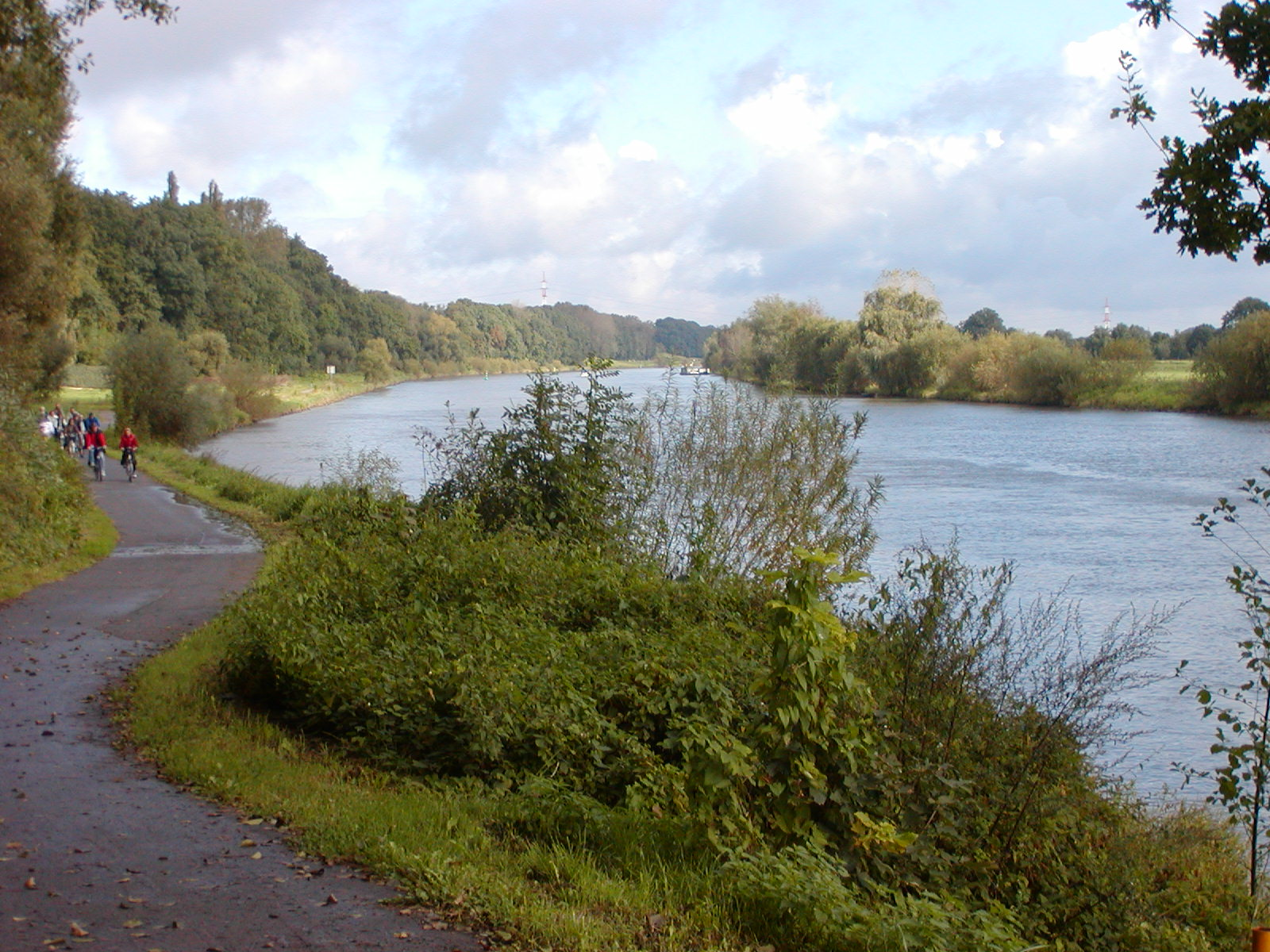
Fietspad Wezerdijk Todtenhausen
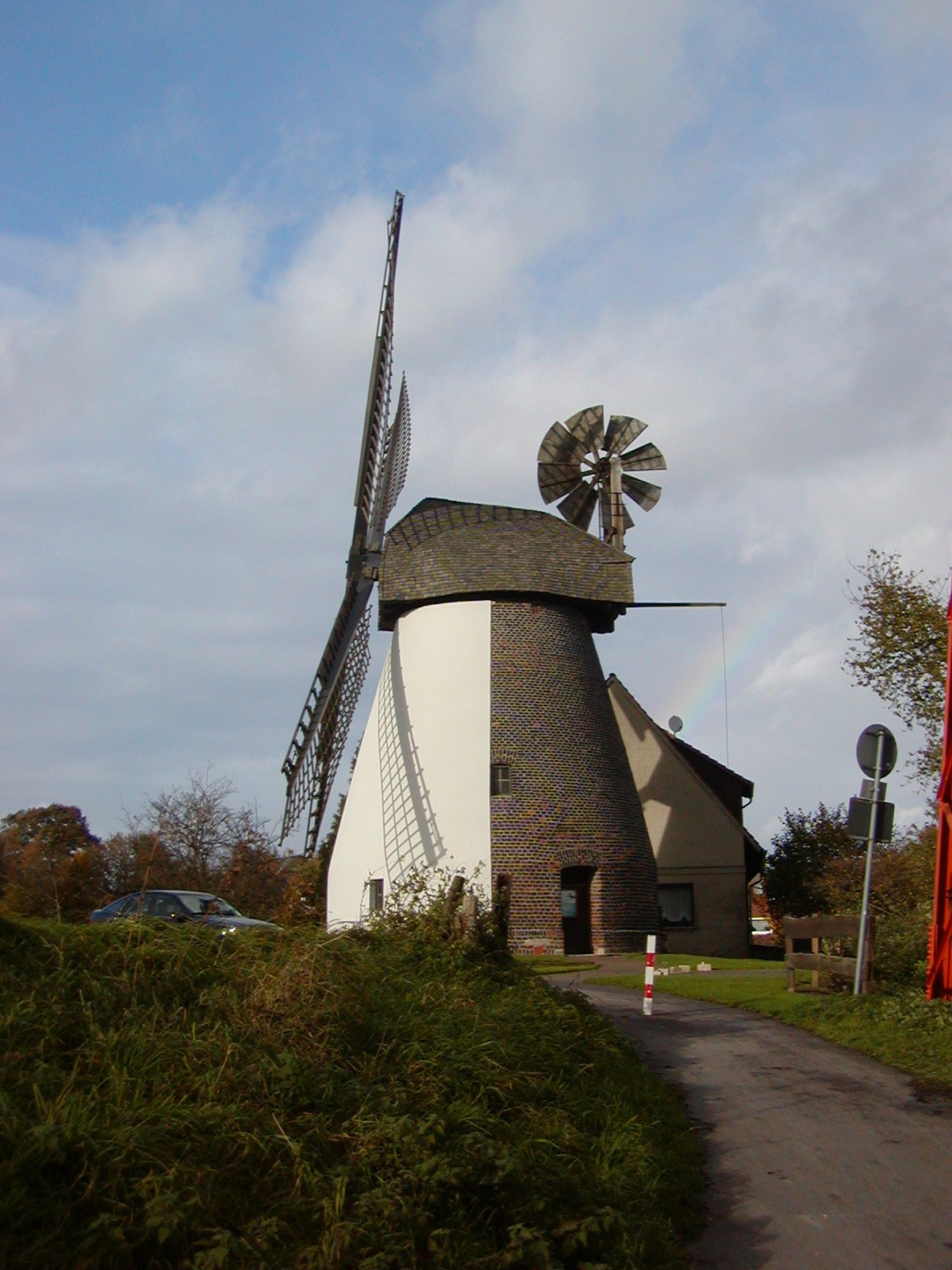
Valentinsmühle aan de Wezer
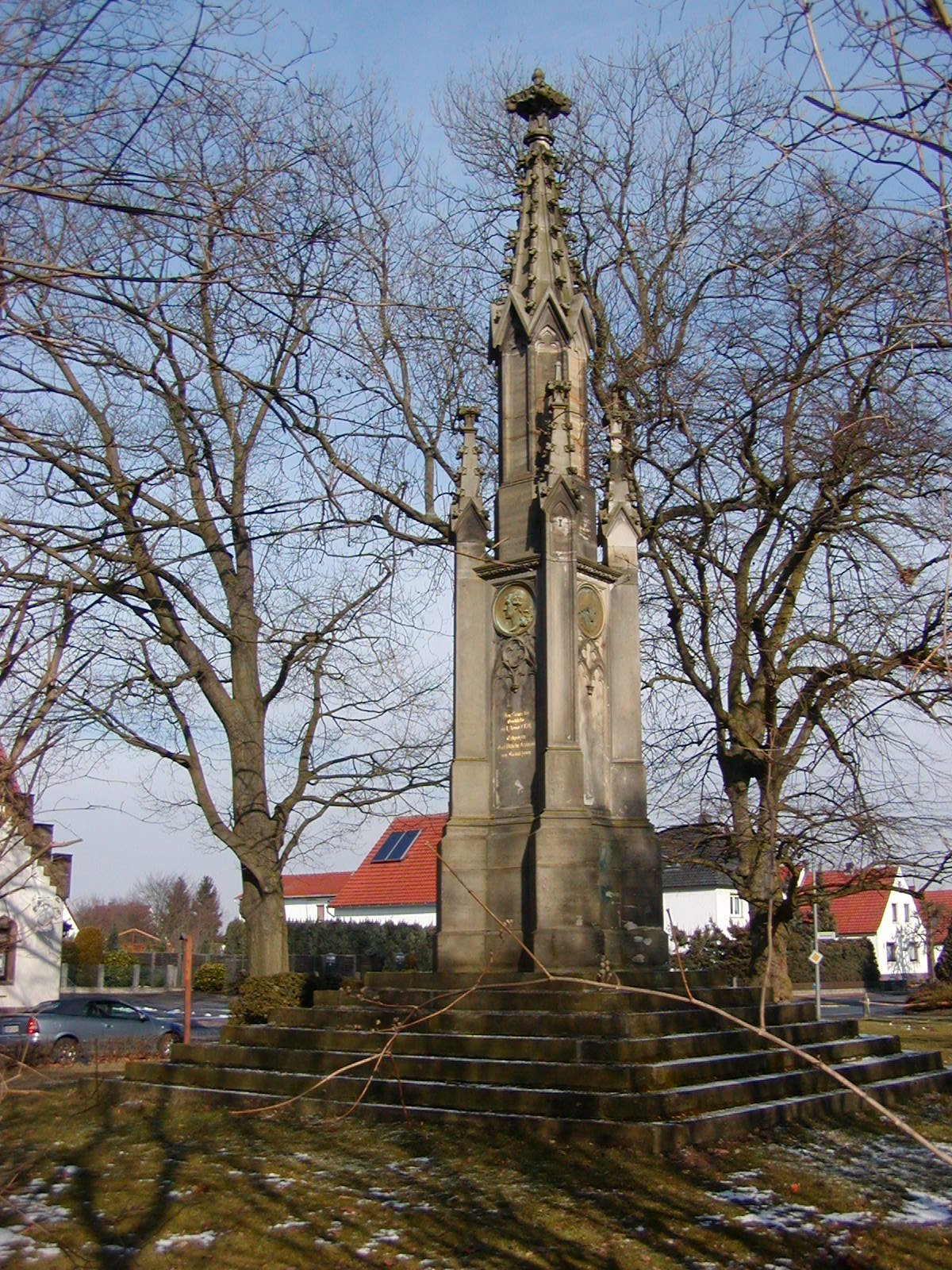
Monument Slag bij Minden (1759)
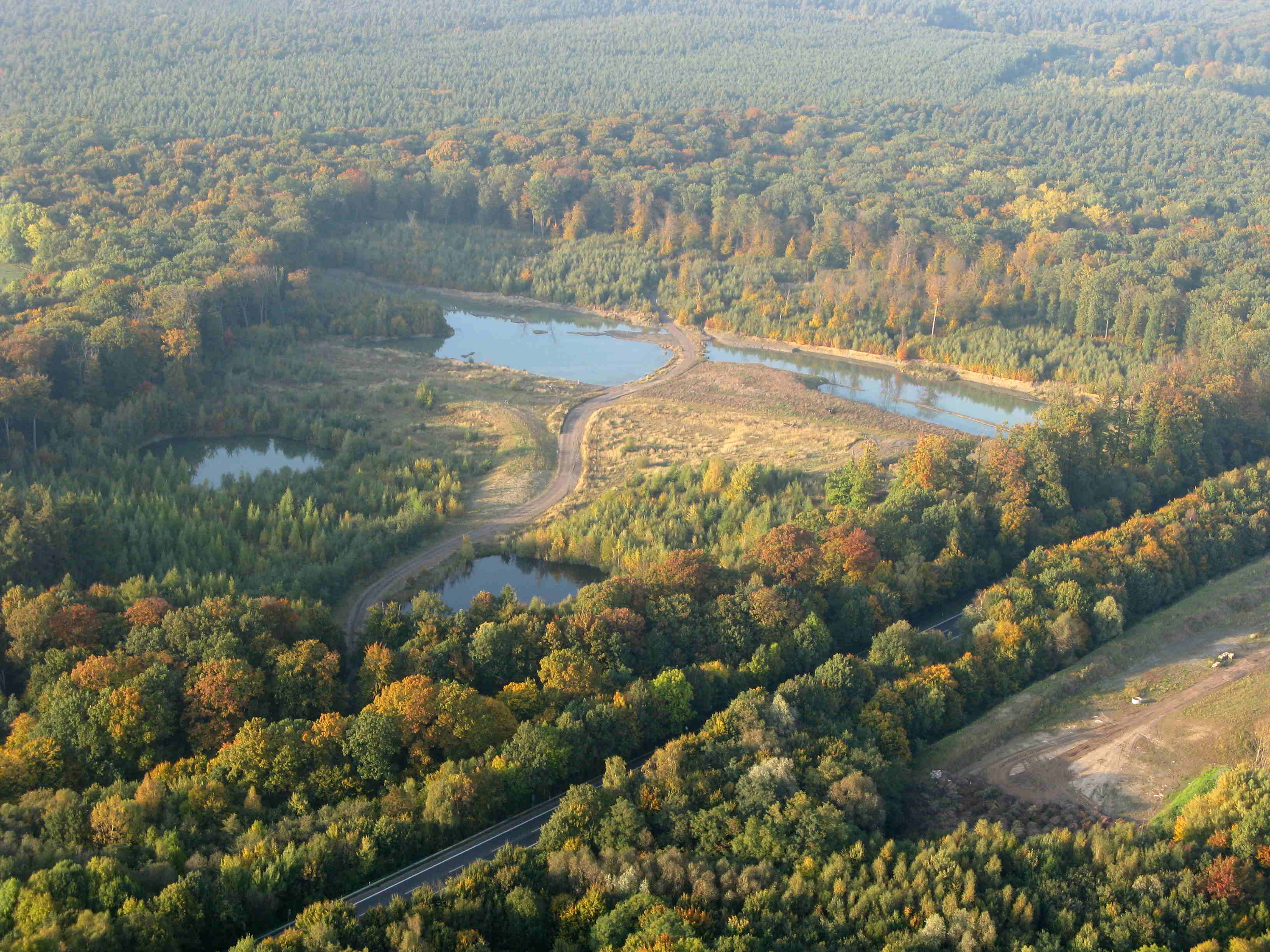
Natuurreservaat Kohbrink; op de achtergrond het bos Heisterholz, gemeente Petershagen

## Ligging, verkeer, vervoer
Minden ligt aan de Wezer, even ten noorden en stroomafwaarts van de Porta Westfalica, waar de rivier tussen het Wiehengebergte aan de westzijde en het Wezerbergland aan de oostzijde doorbreekt. De stad ligt daarmee nog net in de Noord-Duitse Laagvlakte. De streek rond de stad wordt het Mindener Land genoemd. De bruggen over de Wezer bieden uitzicht op Porta Westfalica, de zuidelijke buurgemeente.
De ontsluitende wegen (geen autosnelwegen) zijn de Bundesstraßen B61 en B65, die elkaar ongelijkvloers kruisen ten zuiden van de stad. De B61 leidt van Minden noordwaarts naar Petershagen, Sulingen, Bassum en Bremen. Zuidwaarts loopt de B61 door de Weserauentunnel naar Porta Westfalica en Bad Oeynhausen, waar aansluiting is op de Autobahn A2 en de Autobahn A30. De B65 loopt westwaarts naar Lübbecke via Ostercappeln naar Osnabrück, en oostwaarts naar Stadthagen.
De binnenstad ligt op de west- of linkeroever van de rivier. In het stadsdeel op de oost- of rechteroever bevindt zich het station dat aan de spoorlijn tussen Osnabrück en Hannover ligt. Minden heeft een uitgebreid net stads- en streekbussen. De meeste hebben hun eindpunt niet bij het spoorwegstation, maar bij een apart busstation aan de westkant van de Glacisbrücke.
Minden ligt aan enkele langeafstandsfietsroutes.
Ten noorden van het stadscentrum kruist het Mittellandkanaal de 13 m lager stromende Wezer. Ten gerieve van de scheepvaart op beide waterwegen is een geavanceerd systeem van waterwerken ontstaan, het Wasserstraßenkreuz Minden. Zie ook: Kanaalbrug Minden.

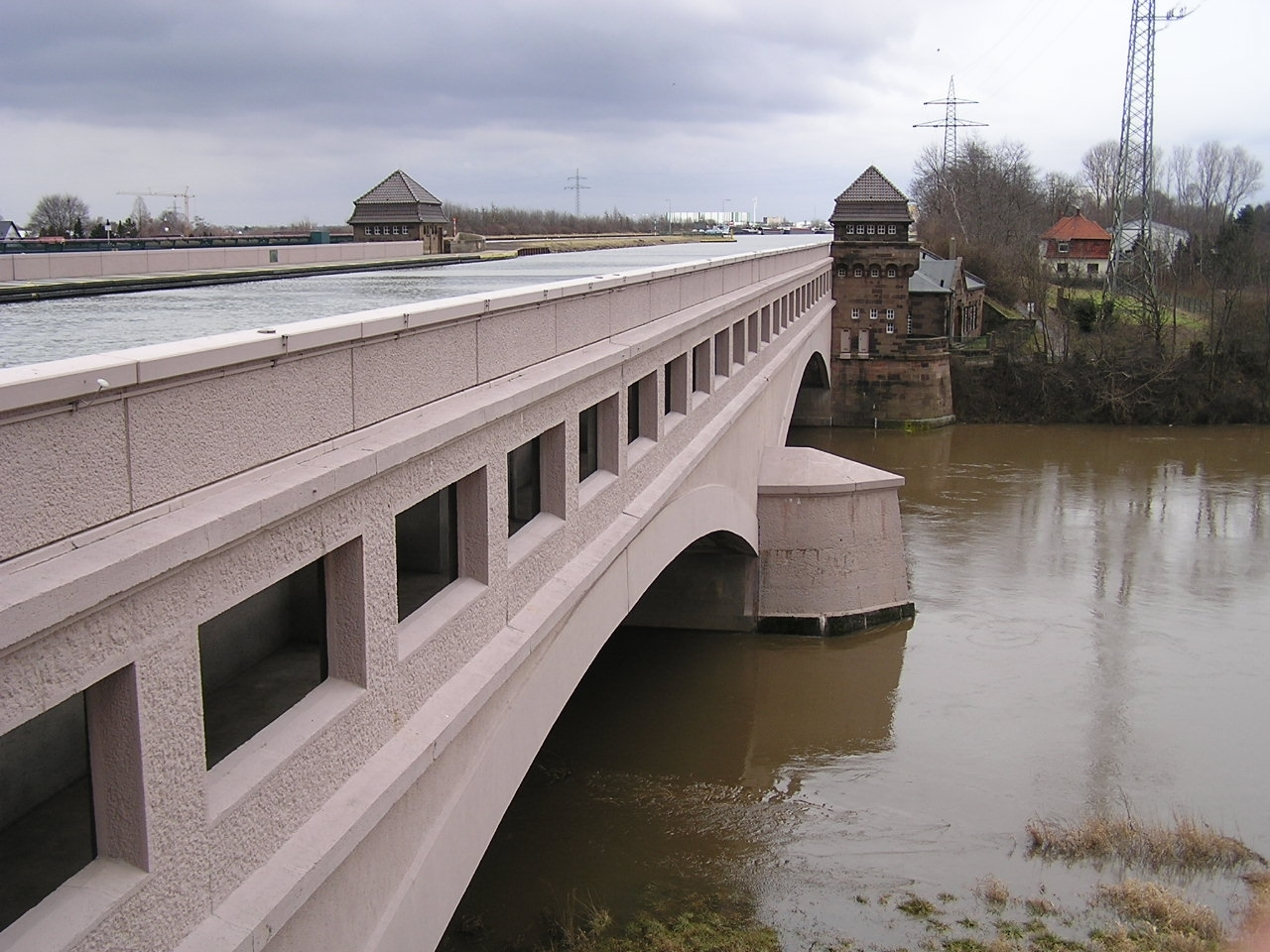
Aquaduct van Mittellandkanal over de Wezer
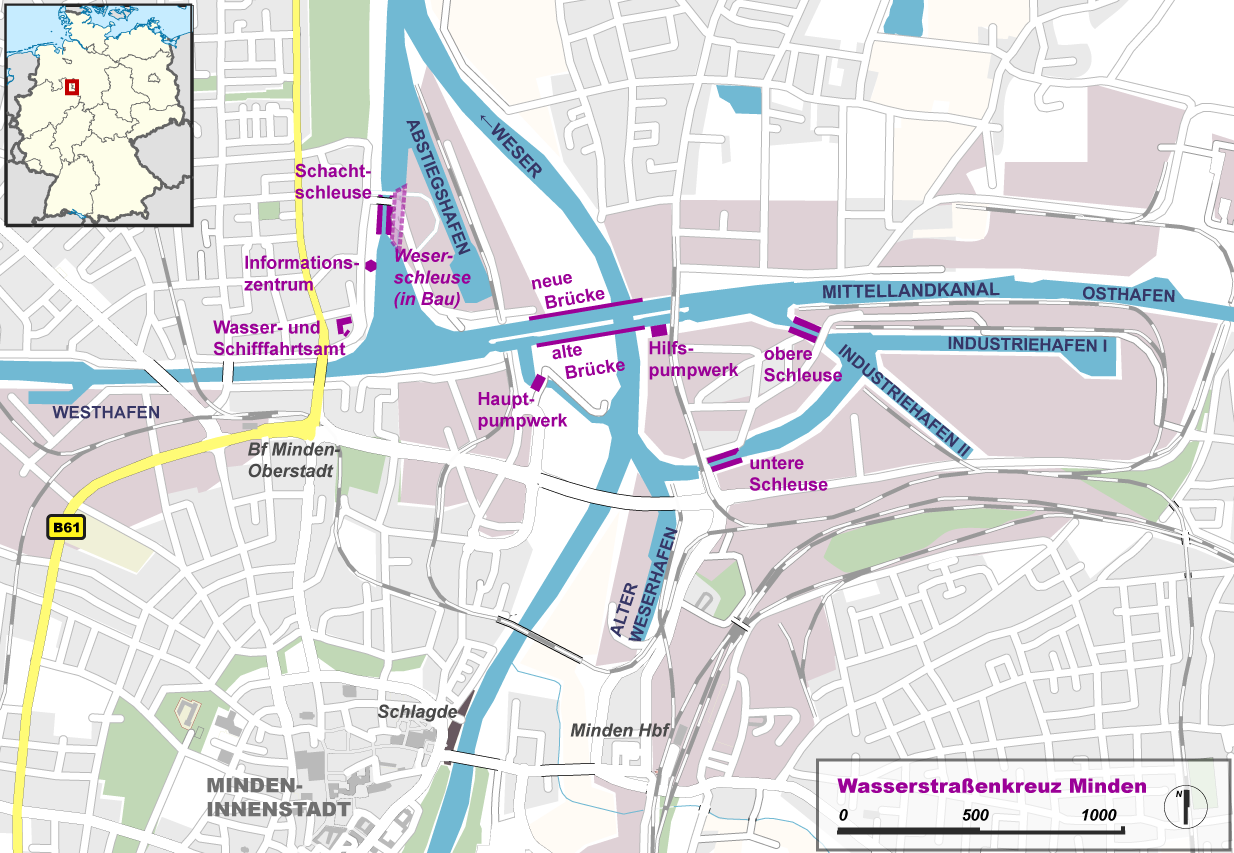
Overzichtskaart aquaduct; de Weserschleuse is in 2017 voltooid
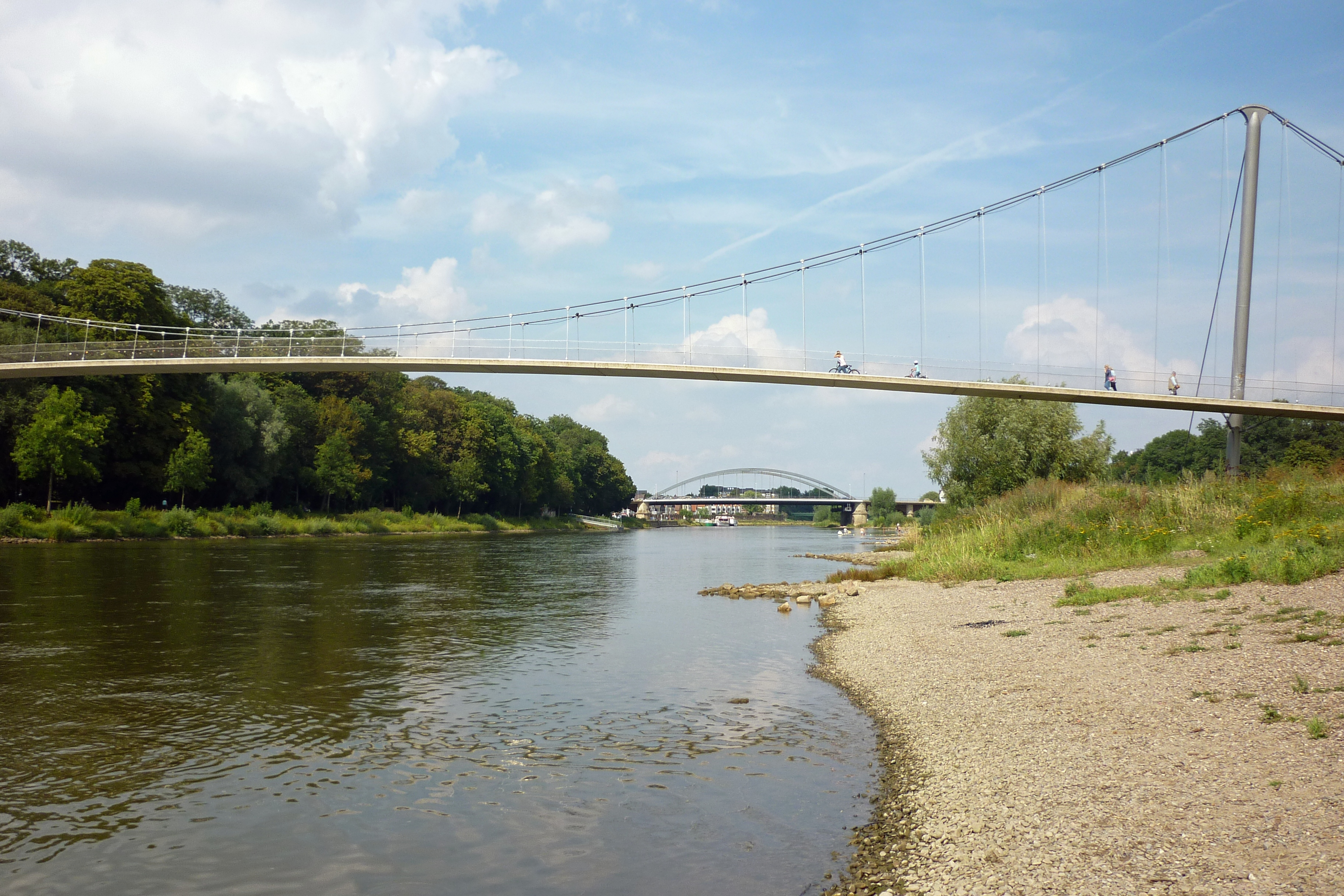
Voetgangersbrug over de Wezer naar recreatieterrein en -strand Kanzlers Weide
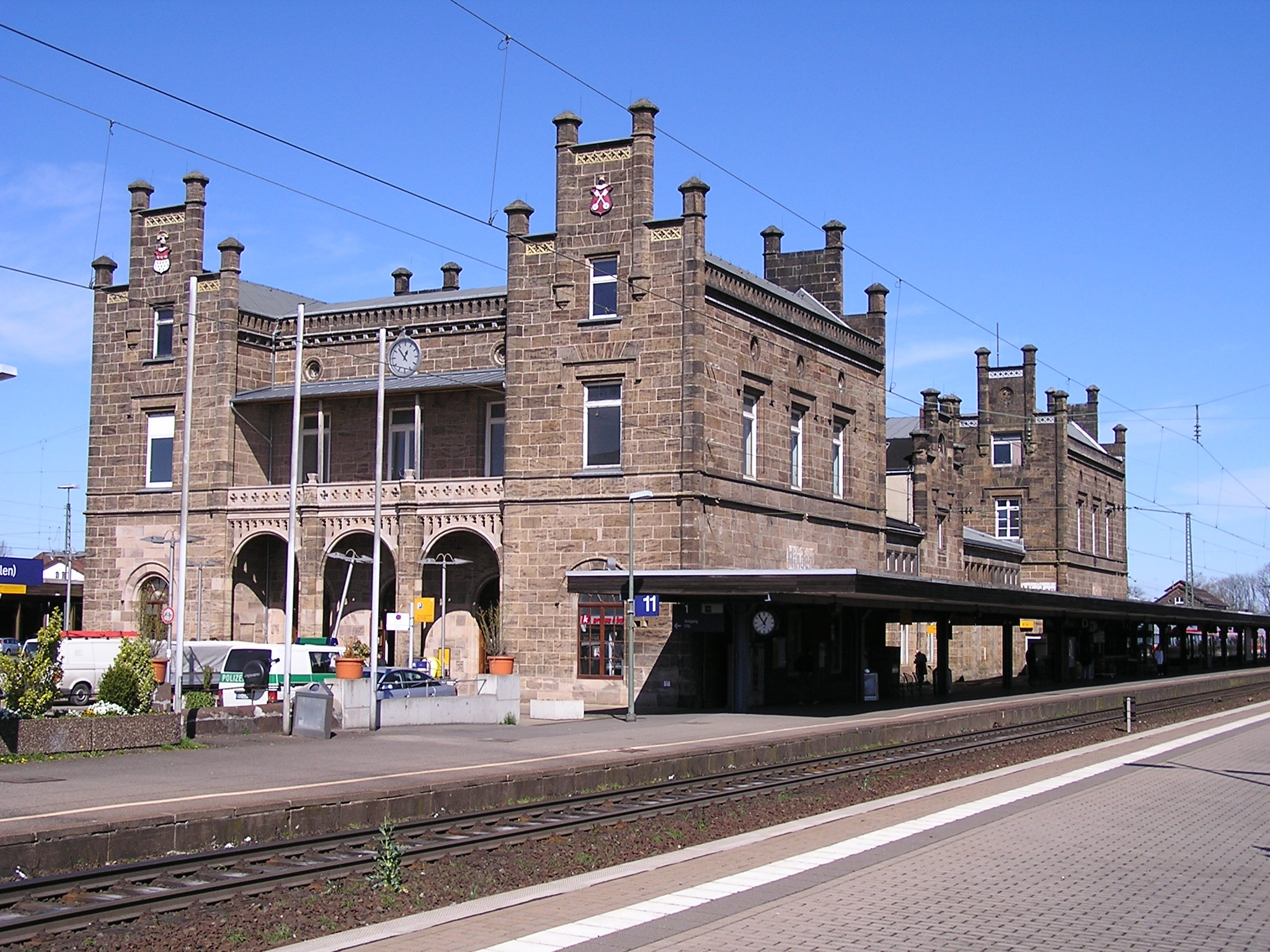
Station Minden

## Economie
Bij het Wasserstraßenkreuz Minden, waar twee belangrijke waterwegen, het Mittellandkanal en de Wezer, elkaar kruisen, bevindt zich een grote binnenhaven met een containerterminal en andere moderne faciliteiten, die nog voortdurend worden vernieuwd en uitgebreid. De haven heeft ook een groot emplacement voor goederentreinen. Rondom deze haven ontstond al sinds de bouw ervan (rond 1915) een gebied voor zware industrie, waaronder een, inmiddels niet meer bestaande, scheepswerf.
Belangrijke ondernemingen in de stad zijn onder andere:
- de firma Melitta, die onder meer koffiefilters en koffiezetapparaten maakt
- drie middelgrote chemische fabrieken, waaronder één op de rechter Wezeroever, die grondstoffen voor medicijnen maakt
- een distributiecentrum van de Edeka-supermarktketen
- een fabrikant van cirkelzagen
- enige  producenten van materialen voor elektro- en computertechniek; het grootste bedrijf in deze sector is het verkoopkantoor van het te Espelkamp gevestigde Harting-concern; het is gevestigd in een door de Zwitserse architect Mario Botta ontworpen gebouw, waarvan in de gevel de letter H van het bedrijfslogo herkenbaar is
- middelgrote voedingsmiddelenbedrijven (vruchtensap; elders af te bakken brooddeeg; huisdierenvoeders)
- hoofdkantoren van vier kleine coöperatieve banken

In de dienstensector zijn vermeldenswaard:
- een filiaal van de Fachhochschule Bielefeld, in feite een soort technische universiteit, waar men onder meer ingenieur kan worden, met eigen campus
- een van de academische ziekenhuizen van de Ruhr-Universität Bochum
- enige regionale rechtbanken
- een kazerne van de Bundeswehr
- enige regionale bestuurscolleges
- een eigen water- en elektriciteitsbedrijf

In de landelijke delen van de gemeente zijn nog veel landbouwbedrijven.

## Geschiedenis
Al vanaf de derde eeuw v.Chr. hebben op de plek waar Minden nu ligt, mensen, na het begin van onze jaartelling zeker Germanen, gewoond. Hier bevond zich een voorde in de Wezer. De plek was een schakel in een oude oost-west verlopende handelsroute, die in de middeleeuwen ook het oostelijke uiteinde van de Westfaalse Hellweg was.
In de Frankische kroniek Annales regni Francorum wordt Minda in het jaar 798 voor het eerst schriftelijk vermeld.Karel de Grote hield er toen een vergadering met zijn rijksgroten. De omgeving van de stad was in de jaren 775-779 door de heilige en missionaris  Sturmius gekerstend. Karel de Grote stichtte er rond 800  het Bisdom Minden.  In 977 kreeg Minden van de bisschop, die het stadsbestuur aan een door hem benoemde functionaris met de speciale titel  wichgraf delegeerde, markt-, munt- en tolrecht. Vanaf ongeveer 1220 had dit bisdom ook wereldlijke macht. Zie daarvoor: Vorstendom Minden.
In 1062 werd de stad bij een stadsbrand verwoest. Ook de Dom moest hierna herbouwd worden.
In 1168 kwam Minden in de schijnwerpers van de Europese machtspolitiek te staan. Hendrik de Leeuw, hertog van Saksen, neef en rivaal van keizer Frederik I Barbarossa, trad in de Dom van Minden in het huwelijk met Mathilde Plantagenet, dochter van Hendrik II van Engeland. Uit dit huwelijk werd onder anderen de latere Keizer Otto IV geboren.
Vanaf circa 1230 wist de koopliedenstand van Minden van de bisschop meer invloed, onder meer volledige stadsrechten, af te dwingen. In 1258 werd een vaste brug over de Wezer en in 1260 het stadhuis gebouwd. In 1295 was de stad, blijkens een bewaard gebleven oorkonde, lid van de Hanze. Minden verkreeg ook het stapelrecht. Met name in de graanhandel waren de Mindenaren zeer succesvol. De bisschop van Minden verhuisde in 1307 naar een kasteel in het noordelijker gelegen Petershagen.
In 1529 werd, na woelingen tussen katholieken en mensen, die zich na de Reformatie tot het lutheranisme hadden bekeerd, een nieuw type stadraad met 36 leden ingevoerd. Het jaar daarop werd vanaf de kansel van de Martinikerk de protestantse kerkorde van kracht verklaard. Minden was nu een lutherse stad.

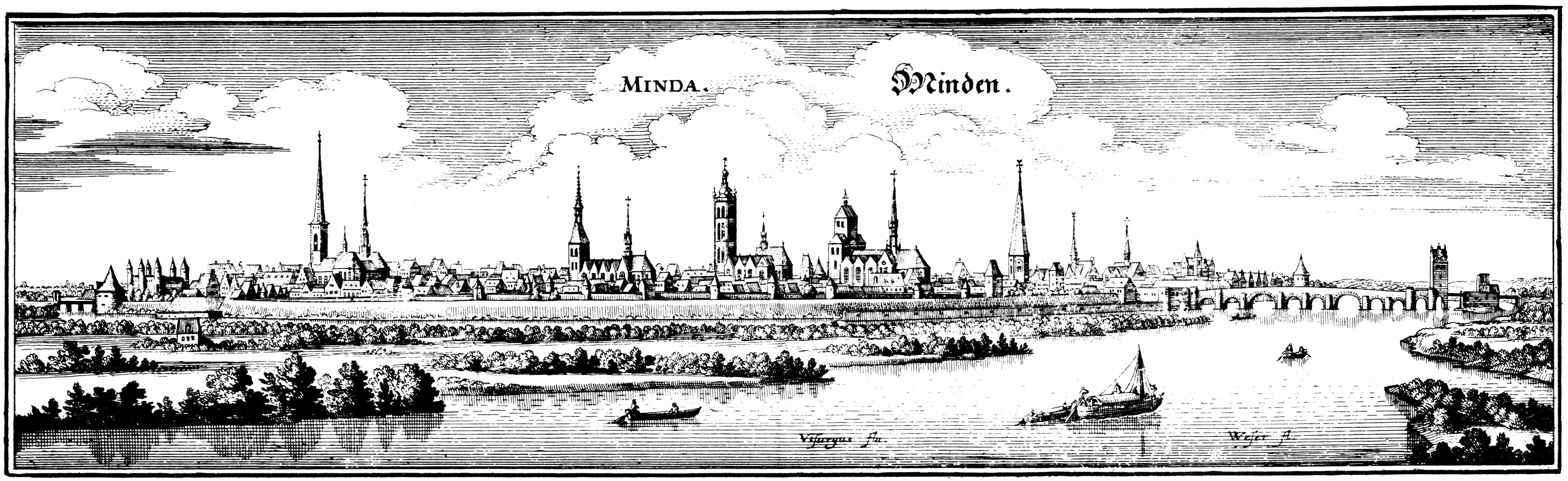
Merian-prent van  Minden, circa 1641

Van 1584-1639 en van 1669-1684 vonden in de stad veel heksenprocessen plaats. Ongeveer 170 vrouwen vonden hierdoor een gruwelijke dood.
In de Dertigjarige Oorlog (1618-1648) was Minden van 1625-1634 in handen van de katholieke, keizerlijke troepen en van 1634-1648 in handen van de protestantse Zweden.
Van 1648 onder Frederik Willem I van Brandenburg, die de vesting liet bouwen, tot 1873 was Minden, zoals bij de Vrede van Münster was bepaald, in het Hertogdom Brandenburg en uiteindelijk in het Koninkrijk Pruisen komen te liggen. De stad werd een Pruisische vesting met bijbehorende vestingwerken. Pas na de ontmanteling van deze versterkingen kon de stad verder groeien. In 1711 werd het stadsbestuur hervormd.
In 1759, tijdens de Zevenjarige Oorlog, vond ten westen van het stadscentrum, in de huidige stadsdelen Hahlen, Kutenhausen, Todtenhausen, en in het iets noordelijker Stadtteil Minderheide, de Slag bij Minden plaats. Twee jaar eerder hadden de Fransen Minden veroverd. In de winter van 1758 hadden de geallieerden (onder andere Groot-Brittannië en Pruisen) de stad bevrijd, maar in de zomer van 1759 was Minden weer in Franse handen gevallen. Na de Slag bij Minden op 1 augustus werd de stad definitief Brandenburg-Pruisisch.
Een klein deel van de stad, de zogenaamde Domfreiheit rondom de Dom van Minden, was een apart, door het rooms-katholieke Domkapittel bestuurd gebied, tot aan de verovering door Napoleon Bonapartes Fransen in 1806. Na de Volkerenslag bij Leipzig (1813) werd Minden weer Pruisisch.
Na de Napoleontische tijd werd de vesting gemoderniseerd en veel Pruisische militairen werden, ten koste van de woon- en werkmogelijkheden van veel andere inwoners, in nieuwe kazernes e.d. in de stad gehuisvest. Hun door de bekende architect Karl Friedrich Schinkel (of door een van diens leerlingen) ontworpen en tussen 1829-1834 gebouwde kazerne met bakkerij en proviandmagazijn drukt nog steeds een stempel op de binnenstad. In 1823  werd het stedelijke stapelrecht afgeschaft en was de scheepvaart op de Wezer vrijgegeven voor alle oeverstaten. De plattelandsgebieden in deze regio, waaronder bijvoorbeeld Minden-Hahlen, waren arm in de 19e eeuw. Om het jaarlijks wegtrekken van de jonge mannen als hannekemaaiers naar Nederland tegen te gaan, richtte de overheid van Pruisen ook in het nu bij Minden horende dorp Hahlen een huisnijverheid van sigarenmakerijen op. Geleidelijk werd de stad in de 19e en vroege 20e eeuw gemoderniseerd. In 1879 werden de meeste vestingwerken ontmanteld. In 1915 werd het Mittellandkanaal voor de scheepvaart opengesteld.
Van 1914 tot 1918 was in stadsdeel Minderheide een krijgsgevangenenkamp voor onder andere Engelse, Franse en Russische soldaten, die in de Eerste Wereldoorlog gevangen genomen werden. De gevangenen werden in het algemeen slecht behandeld. Ze moesten vrijwel voor niets dwangarbeid verrichten, onder meer bij het graven van het Mittellandkanaal en bij het ontginnen van bos, heide en veen. Na de vrijlating van de gevangenen maakte het kamp plaats voor een terrein voor paardenrennen en motorraces; in 1936 werd het een vliegveld van de Luftwaffe, en na de Tweede Wereldoorlog was hier tot plm. 1991 een kazerne voor Britse troepen.
Afgezien van onlusten in 1922 verliep de periode van de Republiek van Weimar  en van Hitlers Derde Rijk in Minden niet anders dan elders in Duitsland. In december 1941 werden veel joden uit Minden naar de concentratiekampen gedeporteerd. Circa 90% van hen kwamen daar om het leven.
In de Tweede Wereldoorlog werd de stad, die vanwege de waterwegen- en spoorwegknooppunten van strategisch belang was, van december 1943 tot maart 1945 regelmatig door de geallieerden gebombardeerd. Daarbij vielen honderden doden. De materiële schade, vooral in het historische stadscentrum, was zeer groot. De Canadese troepen veroverden Minden op 5 april 1945. Tot 1947 was Minden een belangrijk bestuurscentrum van de Britse bezettingsautoriteiten.
De wederopbouw duurde tot 1957. De architect Werner March, die in de nazi-tijd nog het Olympiastadion (Berlijn) had ontworpen, leidde de herbouw van het oude raadhuis en de Dom van Minden. Wel raakte de stad een aantal regionale ambtelijke instanties kwijt aan onder andere Herford en boette zo aan belang in.
In de jaren 1970 vond een grootscheepse stadsvernieuwing plaats. Er kwamen autovrije winkelstraten, grote warenhuizen en parkeergarages, twee extra Wezerbruggen en een nieuw busstation. Daarbij zijn een aantal oude vakwerkhuizen gesloopt; iets waar de tegenwoordige Mindenaren nu spijt van hebben.
In 1973 werden een aantal omliggende dorpen bij de gemeente Minden gevoegd. Na de aftocht van de Britse troepen in 1994 werd een exercitieterrein in een stadspark omgevormd.
De huidige situatie van de stad, waarbij vele grote winkels zijn gesloten en hele winkelcentra, zoals de Obermarktpassage, grotendeels leeg kwamen te staan, hebben geleid tot een in 2014 begonnen nieuwe reeks stadsvernieuwingen. Zo moet op de rechter Wezeroever een grote, multifunctionele sport- en evenementenhal komen, waar ook de succesvolle handbalclub GWD Minden de thuiswedstrijden kan spelen.

## Bezienswaardigheden, toerisme, monumenten

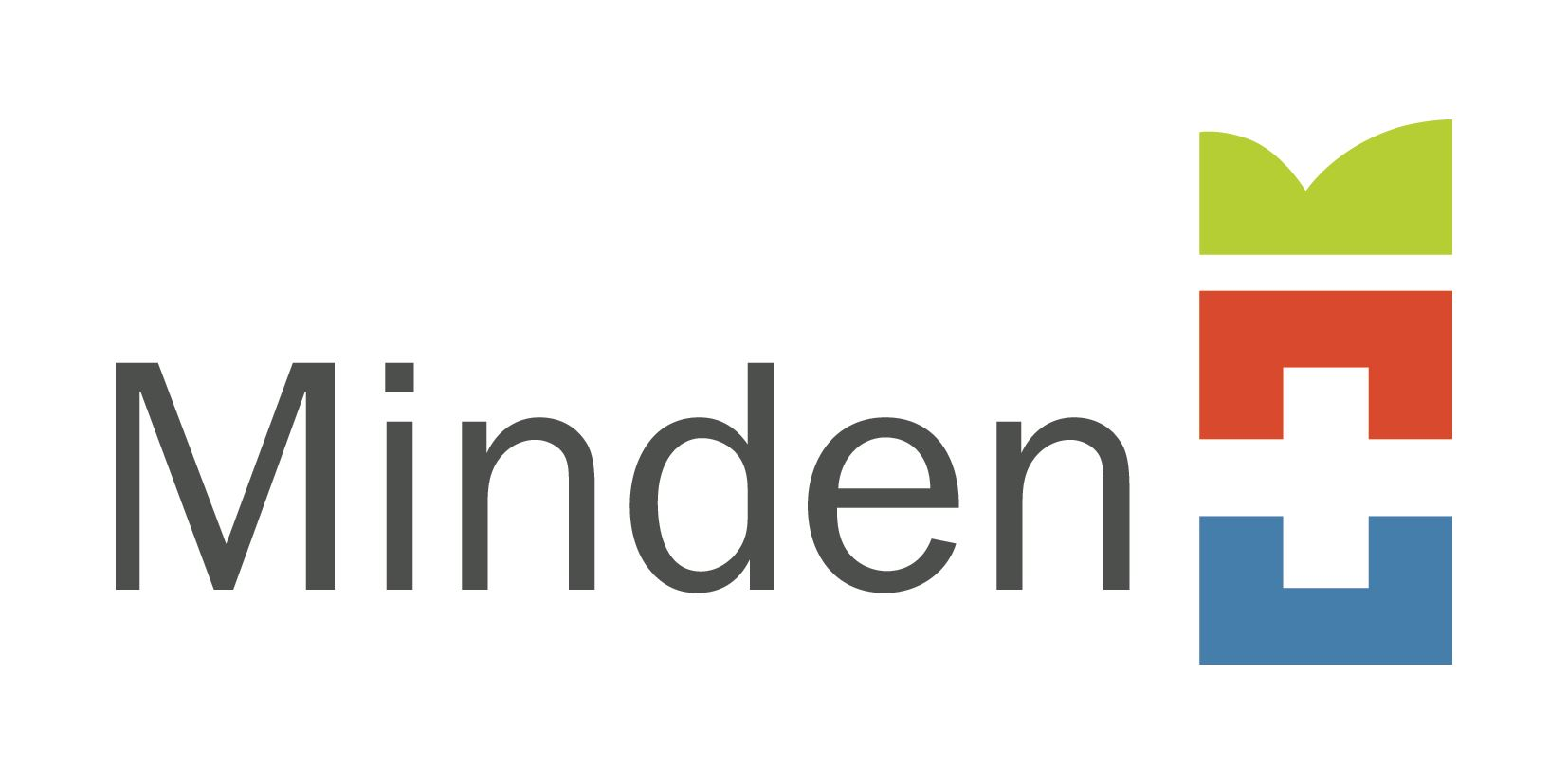
Het logo van Minden sinds 2016

Vlag van de stad

### Bezienswaardigheden

#### Kerkgebouwen
- De Dom van Minden, cultuurhistorisch gezien het belangrijkste gebouw van de stad. Ook na de Reformatie in gebruik gebleven voor de rooms-katholieke eredienst. De schatkamer met daarin onder meer het Schrijn van Petrus, is na renovatie in 2017 weer toegankelijk. In de Dom te Minden bevinden zich relieken van onder anderen de heilige Margaretha van Antiochië.
- De Martinikerk, bouwjaar 1029; sinds 1530 evangelisch-luthers.
- De Mariakerk, bouwjaar 1022; maakte oorspronkelijk deel uit van een sticht; sinds circa 1530 evangelisch-luthers.
- De Petrikerk, bouwjaar 1743, evangelisch-luthers.
- De St. Simeoniskerk, 14e-eeuws, diverse malen ingrijpend verbouwd, met 45 m hoge toren; evangelisch-luthers; niet meer voor de zondagse eredienst, maar als gemeenschapscentrum in gebruik.
- De St. Mauritiuskerk, naast de St. Simeonis, is het laatste overblijfsel van het in 1042 op een eilandje nabij een voorde in de Wezer gebouwd en vanwege oorlogs- en overstromingsgevaar in 1435 naar de huidige locatie verplaatst benedictijnenklooster. Dat klooster, dat in de 14e eeuw nog op grote schaal bakstenen had geproduceerd, werd in 1810 opgeheven.
- De monumentale, neogotische kerk (bouwjaar 1860) te Dankersen.

#### Overige monumentale bouwwerken
- Het Oude Raadhuis, met een 14e-eeuwse loggia, werd in de 13e eeuw in de stijl der gotiek gebouwd. Na de verwoestingen in de Tweede Wereldoorlog is het herbouwd; later is er het Neue Rathaus aan vastgebouwd. Het gebouw is van 2018-2024 in renovatie; de gemeenteambtenaren krijgen een nieuw kantoorgebouw  aan de rand van de stad.
- Gebouw Alte Münze (bouwjaar 1260), in de late middeleeuwen woning van de muntmeester, nu restaurant
- De Schipmolen Minden op de Wezer
- Het Schmiedingsche Haus
- Aan de noordoostkant van de binnenstad en langs de Wezer ligt de Fischerstadt, waar delen van de oude stadsmuur bewaard gebleven zijn. Langs de Wezer staat een rij schilderachtige vakwerkhuizen. Monumentale vakwerkhuizen zijn, hoewel vele tussen 1944-1970 verloren gingen, ook elders in de binnenstad, en ook hier en daar in de om Minden heen gelegen dorpen, te vinden.
- Haddenhausen heeft een in de stijl der Wezerrenaissance gebouwd kasteel uit 1615, dat door een adellijke familie bewoond wordt en eenmaal per jaar, op de Duitse Open Monumentendag, bezichtigd kan worden; het kasteel is in bezit geweest van het geslacht Von Münchhausen, maar niet van de tak, waartoe de befaamde leugenbaron behoorde.

#### Gedenktekens en standbeelden
- Standbeeld tussen de grote Wezerbrug in de Kaiserstraße en het centrum voor Frederik Willem I van Brandenburg, de Grote Keurvorst
- In stadsdeel Todtenhausen staat het gedenkteken voor de slag bij Minden van 1759
- Het geliefde bronzen beeldje de Weserspucker in de binnenstad spuwt af en toe water

### Musea
- LWL-Preußen-Museum, in de Defensionskaserne (1829): historisch museum over Pruisen en de geschiedenis van de Pruisische vesting, die vanaf 1648 een deel van de oppervlakte van de binnenstad innam: wegens renovatie en modernisering gesloten geweest tot januari 2022, daarna voor het grootste deel heropend. De heropening van een deel van het complex is aanzienlijk vertraagd. Er zijn anno 2024 niet genoeg bouwvakkers en bouwmaterialen beschikbaar om de renovatie te kunnen voltooien. De aangrenzende gebouwen, zoals het Proviandmagazijn (1836) zijn grotendeels als schoolgebouwen in gebruik.
- Museumszeile: een als museum gebruikte rij vakwerkpanden in de stijl van de Wezerrenaissance: in het Mindener Museum cultuurgeschiedenis van de stad; aangrenzend  koffiemuseum van de firma Melitta.
- Bezoekerscentrum van het Wasserstraßenkreuz Minden

### Muziek, toneel, literatuur
De stad beschikt over een schouwburg met 535 zitplaatsen, het Stadttheater. Een goede naam heeft het cabaretgezelschap Mindener Stichlinge, alsmede (tot het jaar 2000) het stedelijke kinderkoor. De stad heeft een befaamd jazz-clublokaal waar ook Amerikaanse artiesten zoals Dizzy Gillespie hebben opgetreden.
In de stad is sinds 1953 een internationale literaire organisatie gevestigd met de naam Europäische Autorenvereinigung  "Die Kogge" . Deze was in 1924 te Bremen opgericht maar werd onder het nationaalsocialisme direct na de machtsovername door Hitler verboden. Die Kogge kent, indien mogelijk,  jaarlijks twee onderscheidingen aan schrijvers toe: een literatuurprijs, gedoteerd met een geldprijs (t/m 2001) en een zogenaamde ere-ring. Driemaal is deze erering aan een Nederlander uitgereikt.

### Parken en natuurgebieden
- Westelijk van het centrum, op een voormalige begraafplaats, is een stadspark, dat Botanischer Garten (botanische tuin) genoemd wordt en waarin enkele zogenaamde thematuinen zijn aangelegd. Opvallend is, dat een aantal oude graven nog aanwezig zijn. Dit park heeft een aantal monumentale, oude bomen.
- Elders rondom de binnenstad zijn in de 19e eeuw een aantal oude vestingwerken (glacis) in plantsoenen omgezet.
- Aan de noordgrens met de gemeente Petershagen is natuurreservaat Kohbrink (ooibos langs de Wezer); dit grenst aan het voor wandelingen geschikte bos Heisterholz, gemeente Petershagen.

### Toeristische attracties
- In stadsdeel Dützen, ten zuiden van de stad, bevindt zich een pretpark met de naam potts park. Het is vooral gericht op  gezinnen met kinderen van tussen 3 en 11 jaar.
- De museumspoorlijn met oude Pruisische (stoom-)treinen rijdt van Minden in de zomer naar onder andere Hille westwaarts, en naar Kleinenbremen, gemeemte Porta Westfalica oostwaarts. Voor deze museumspoorlijn is een aparte brug over de Wezer gebouwd.
- In de zomer kan men in onder meer een historische raderboot rondvaarten over de Wezer maken.

### Herdenkingen en andere evenementen
- In stadsdeel Todtenhausen hier staat het gedenkteken, waar de slag bij Minden van 1759 ieder jaar nog herdacht wordt.
- De oostoever van de Wezer is voorzien van een recreatiestrand met enige voorzieningen. Via een aparte voetgangersbrug, de Glacisbrücke, is dit vanuit de binnenstad bereikbaar.
- Op de Wezer worden iedere zomer enige watersportevenementen, zoals roeiwedstrijden gehouden.

## Sport
De stad heeft een grote sporthal, de Kampa-Halle, die een capaciteit van 4.500 toeschouwers had. Hier speelde de bekende handbalclub GWD Minden zijn thuiswedstrijden. De hal is per 31 december 2019 wegens onvoldoende brand- en bouwkundige veiligheid gesloten en zou  in 2020 worden  gesloopt. Op het laatste moment echter  werd door de gemeenteraad voor een provisorische opknapbeurt gekozen, teneinde de hal nog 10 jaar te kunnen gebruiken. De gemeente hoopt, dat rond 2030 als vervanging een multifunctionele sport- en evenementenhal geopend kan worden.
In de stad zijn veel watersportclubs. Verder wordt er op nationaal clubniveau aan stijldansen als jurysport gedaan, en heeft de stad diverse tennisclubs van enige betekenis.

## Trivia

### Legende over de naam van de stad
Volgens een legende zou hertog Widukind na zijn overgave aan Karel de Grote in 785 tegen de Frankenkoning, terwijl zij de handen schudden, gezegd hebben:  Diese Burg soll nun min und din sin. De woorden min en din, met de betekenis: van mij en van jou zouden de oorsprong van de stadsnaam Minden zijn. Dit tafereel is sinds 2010  in een speelwerk aan de gevel van het rond 1900 in historiserende stijl gebouwde Schmiedingsche Haus aangebracht.

### Spoorwegtechniek
In Minden is ook het Bundesbahn-Zentralamt gevestigd. Dit onderdeel van de DB (de Duitse spoorwegen) is verantwoordelijk voor de aanschaf van nieuw materieel of ontwikkeling van nieuwe materieel bij de DB. Het Bundesbahn-Zentralamt heeft in 1952 samen met treinfabrikant Westwaggon uit Köln-Deutz een geheel nieuw draaistel ontwikkeld voor sneltreinrijtuigen. Deze draaistellen worden nog steeds gebruikt bij spoorwegmaatschappijen in heel Europa. De draaistellen worden op de markt gebracht als "Minden-Deutz".

### Rampenloch
Het Rampenloch (Hellingengat) is een straat aan de westkant van de binnenstad in Minden, die vanouds bekend is als prostitutiegebied. De geschiedenis van de prostitutie in Minden is goed gedocumenteerd en is tot in de Middeleeuwen terug te volgen, waarbij het Rampenloch een centrale rol speelt. Anno 2022 is alle bedrijvigheid verdwenen en is de straat met hekken ontoegankelijk gemaakt.  
In 1987 werd door de kunstenaar Wilfried Hagebölling een beklimbare, abstracte sculptuur met de naam Keilstück gemaakt. Deze werd te Minden op een klein stuk openbaar groen geplaatst. Ondanks acties van sommige Mindenaren, die het kunstwerk lelijk vinden, en ondanks dat jongeren het van tijd tot tijd met graffiti bekladden , staat het er anno  2025 nog steeds.

## Bekende inwoners van Minden

### Geboren
- Bertram van Minden (circa 1340–1415), kunstschilder
- Otto Wilhelm von Königsmarck (1639–1688), Zweeds veldmaarschalk
- Caroline von Humboldt (1766-1829), echtgenote van Wilhelm von Humboldt en beroemd gastvrouw van literaire salons
- Friedrich Wilhelm Bessel (1784–1846), astronoom
- Eduard von Möller (1814–1880), staatsman
- Hermann Vogelsang (1838–1874 in Delft), geoloog, doceerde geologie aan de Polytechnische School te Delft van 1865-1874
- Otto von Emmich (1848–1915), generaal
- Franz Boas (1858–1942), antropoloog
- Gertrud von Le Fort (1876–1971), schrijfster en dichteres
- Hans Cramer (1896-1968), Generaal der Pantsertroepen tijdens de Tweede Wereldoorlog
- Hans Kuhn (1899–1988), filoloog
- Hermann Bartels (1900-1989), nazi-architect, ontwierp de ingrijpende verbouwing van de Wewelsburg
- Sabine Leutheusser-Schnarrenberger (1951) - (vaak afgekort als SLS), in haar jonge jaren lid van het cabaretgezelschap Mindener Stichlinge;  FDP-politica; van 1992-1996 en van 2009-2013 minister van Justitie. Zij hield en houdt zich politiek bezig met onder andere bestrijding van antisemitisme en seksueel misbruik binnen de Rooms-Katholieke Kerk.
- Klaus-Jürgen Sucker (1956–1994 in Kisoro, Oeganda), zoöloog en gedragswetenschapper. Hij verwierf zijn vakkennis deels in Apenheul in Apeldoorn. Hij was specialist in het onderzoek naar berggorilla's. Oprichter en directeur (1989-1994) van het Mgahinga Gorilla National Park Project (MGNPP) in Oeganda. Evenals zijn vakgenote Dian Fossey stierf hij een onnatuurlijke en onopgehelderde dood.
- Jörg Kastner (1962), schrijver van onder andere fantasyboeken
- René Müller, (1974) profvoetballer en voetbaltrainer
- René Rast (1986), DTM - autocoureur
- Isaak Guderian (1995), zanger

### Overleden
- Carl Hoffmann (1885–1947) bekend cameraman bij veel stomme films  onder meer Faust (1926) en regisseur
- René Carol (1920–1978) - (pseudoniem voor Gerhard Tschierschnitz), schlagerzanger

### Overigen
- Sturmius (na 700–779), missionaris, bracht het christendom tussen 775 en 779 naar Minden
- Adolf II van Schauenburg en Holstein (1128-1164), veroveraar en missionaris onder de Slavische stammen ten oosten van Lübeck, te Minden begraven en in de Dom bijgezet.
- Friedrich Hoffmann (1660–1742), arts en uitvinder van de hoffmanndruppels, heeft in 1685-1686 te Minden als arts gewerkt
- Werner March (1894–1976), architect, ontwerper van onder andere het Olympiastadion (Berlijn) en Goerings villa Carinhall, leidde de herbouw na de oorlog van de Dom van Minden en van het raadhuis in de stad.
- Kader Aggad (1938), Algerijnse beeldhouwer, woont te Minden
- Hans-Josef Becker (1948), aartsbisschop, heeft lange tijd te Minden gewerkt
- Andreas Mand (1959), schrijver, heeft lange tijd te Minden gewoond

## Afbeeldingen

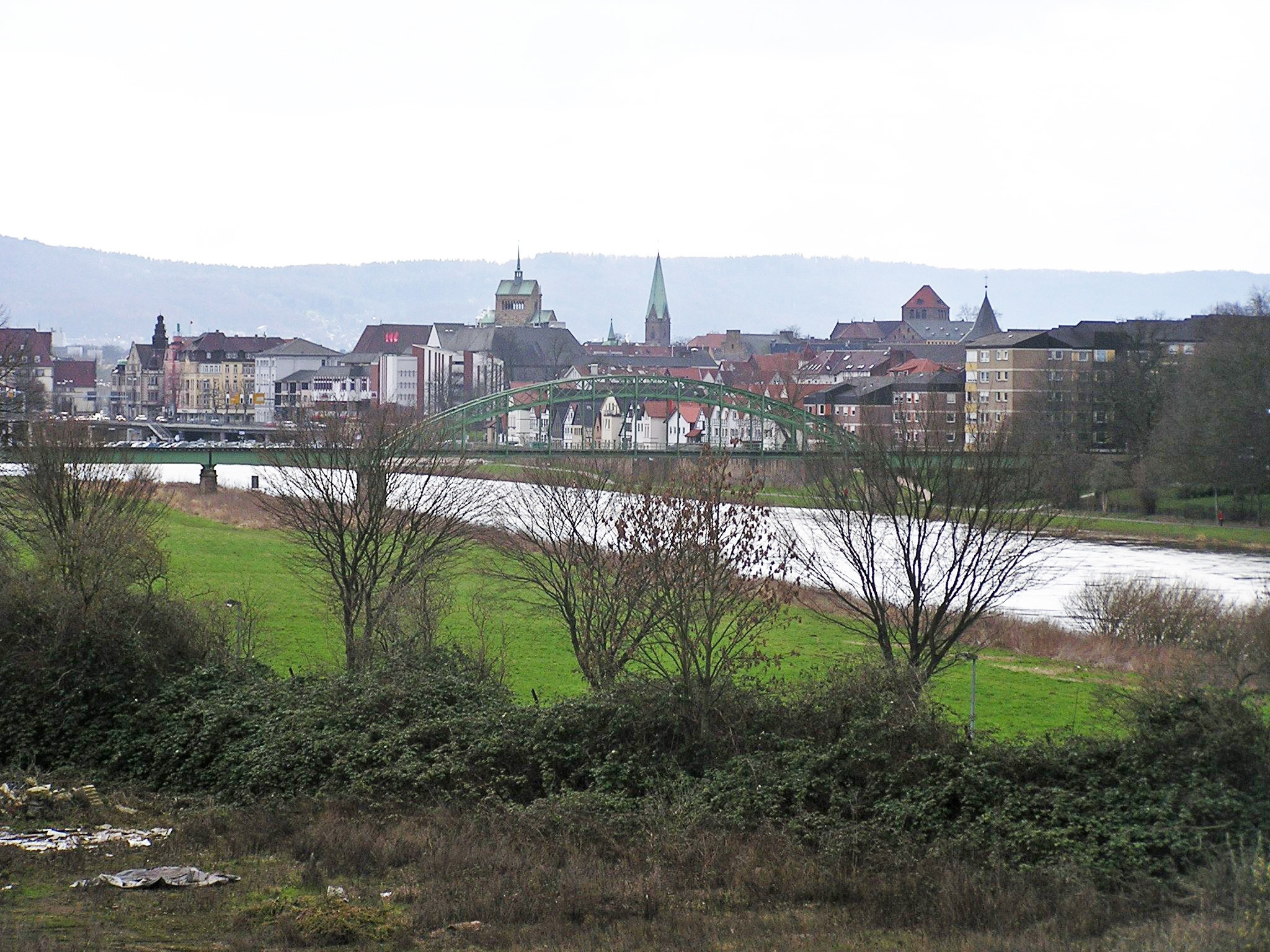
Gezicht op Minden
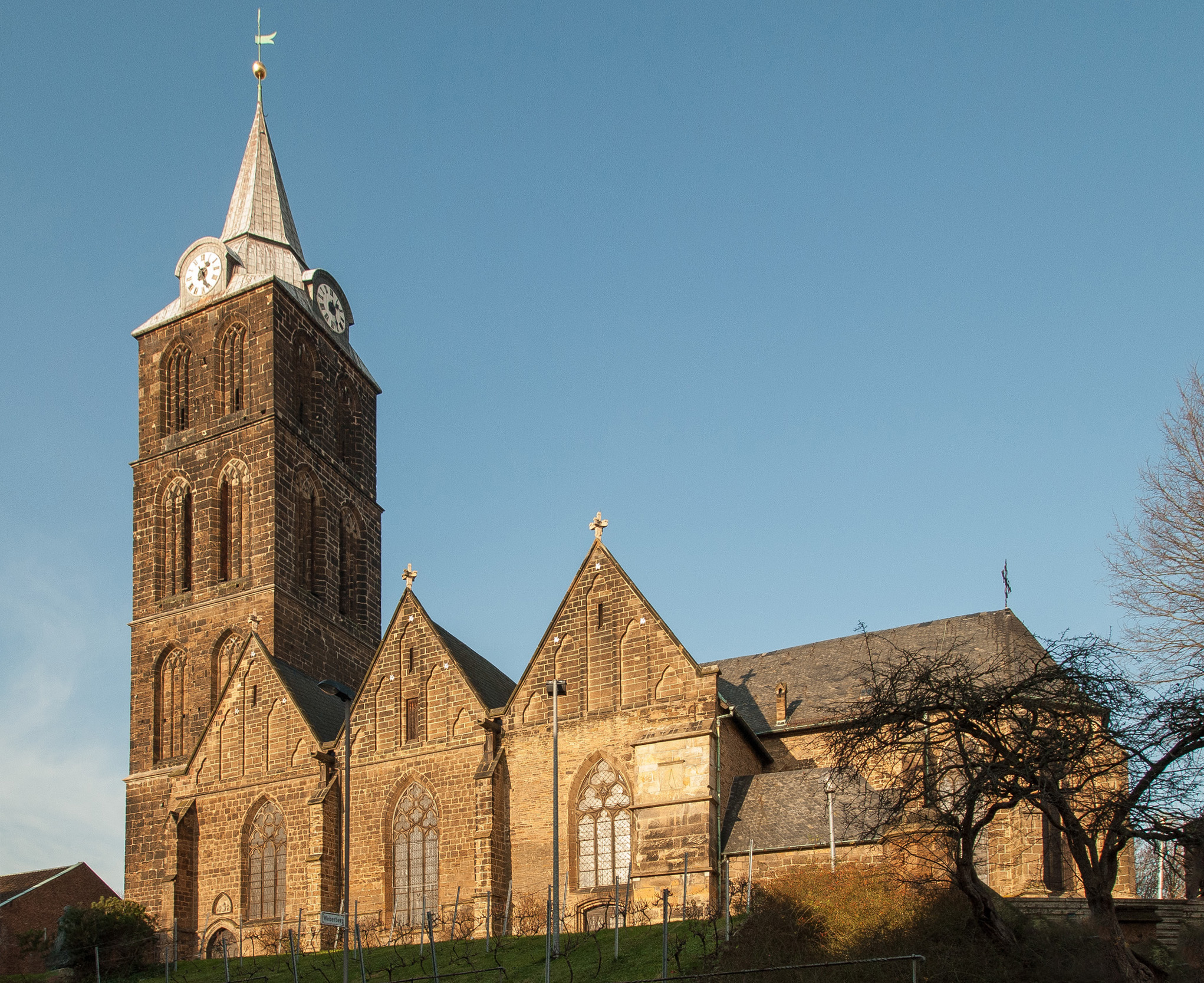
De Mariakerk
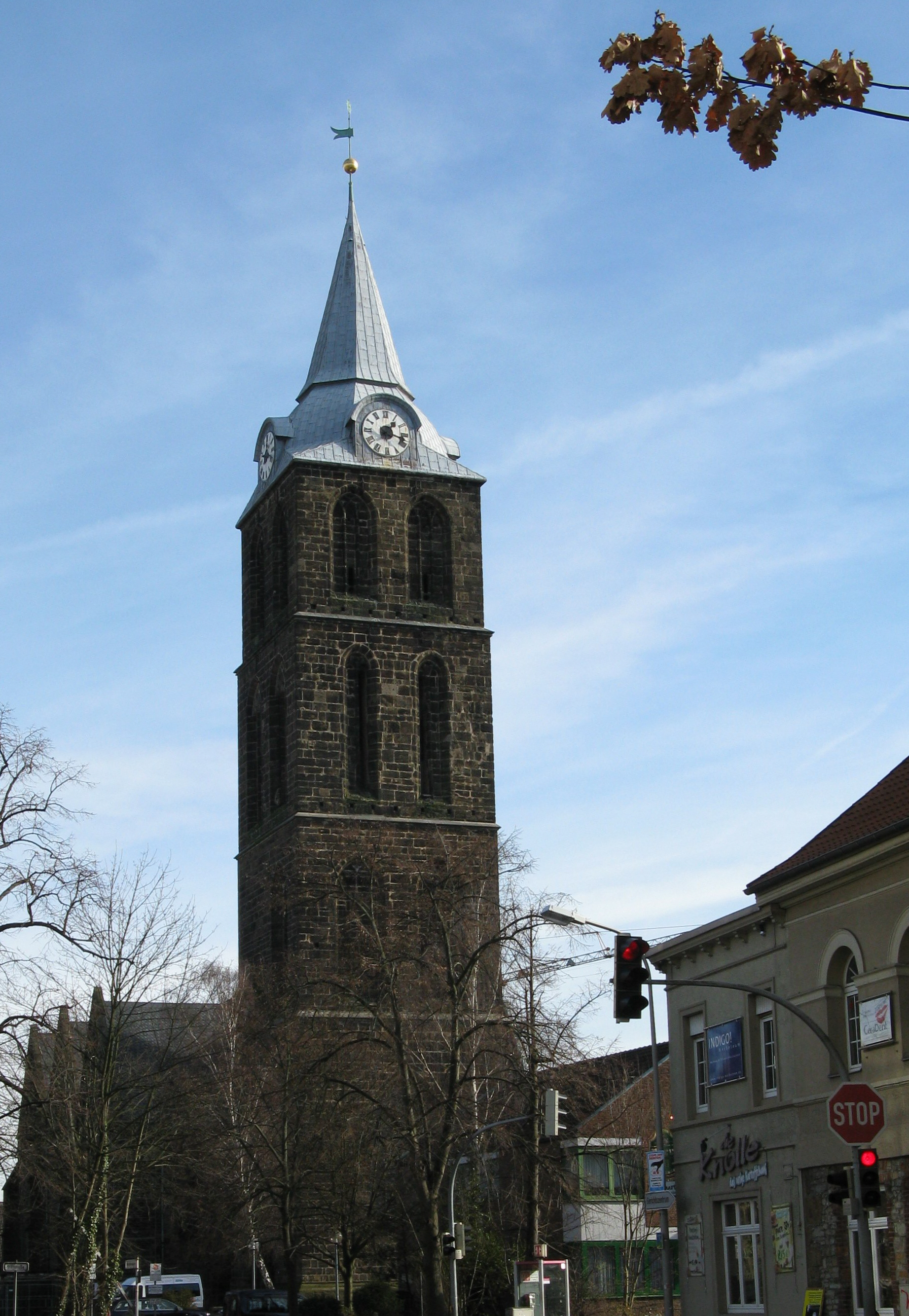
Toren van de Mariakerk
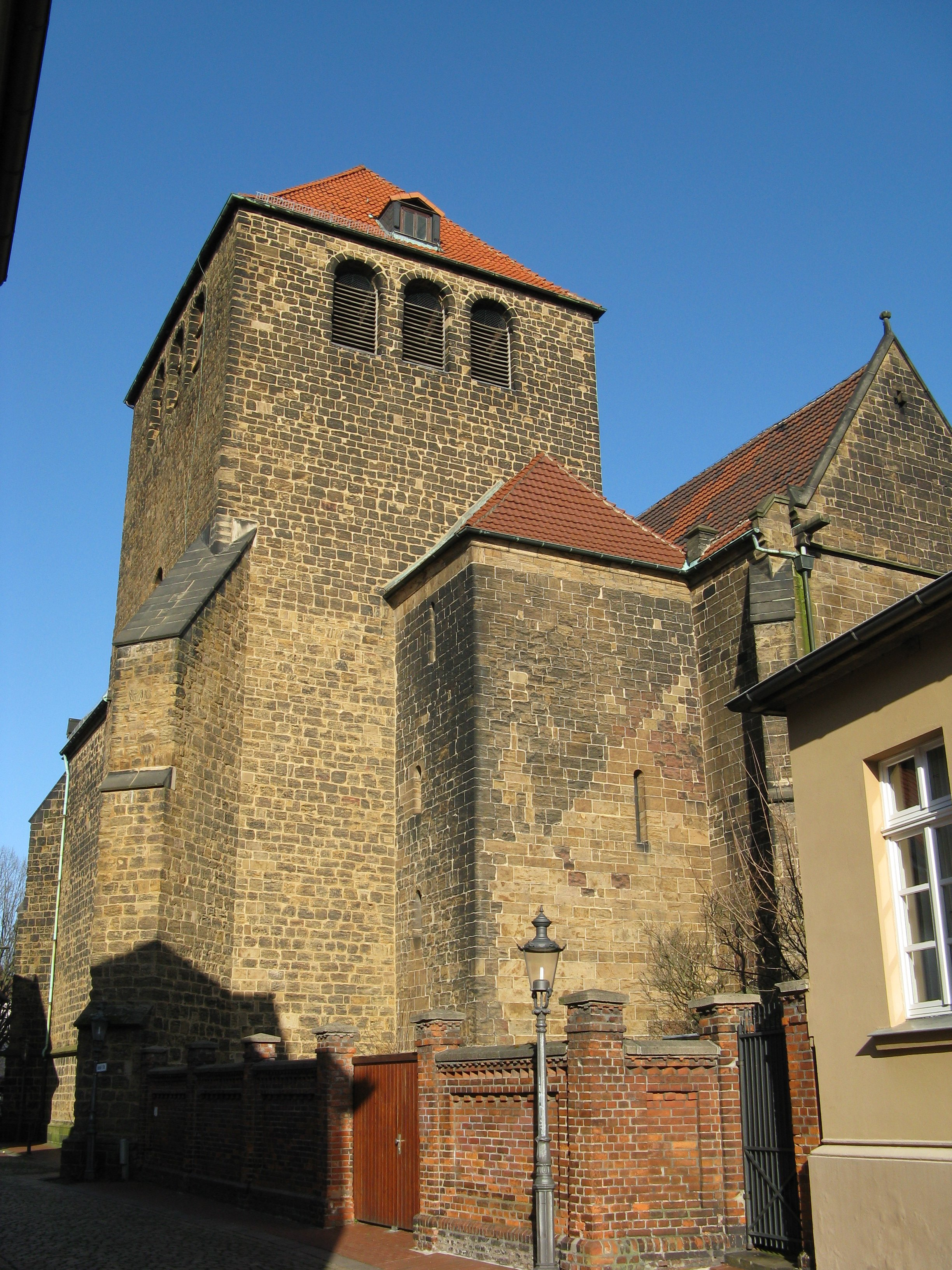
De Martinikerk
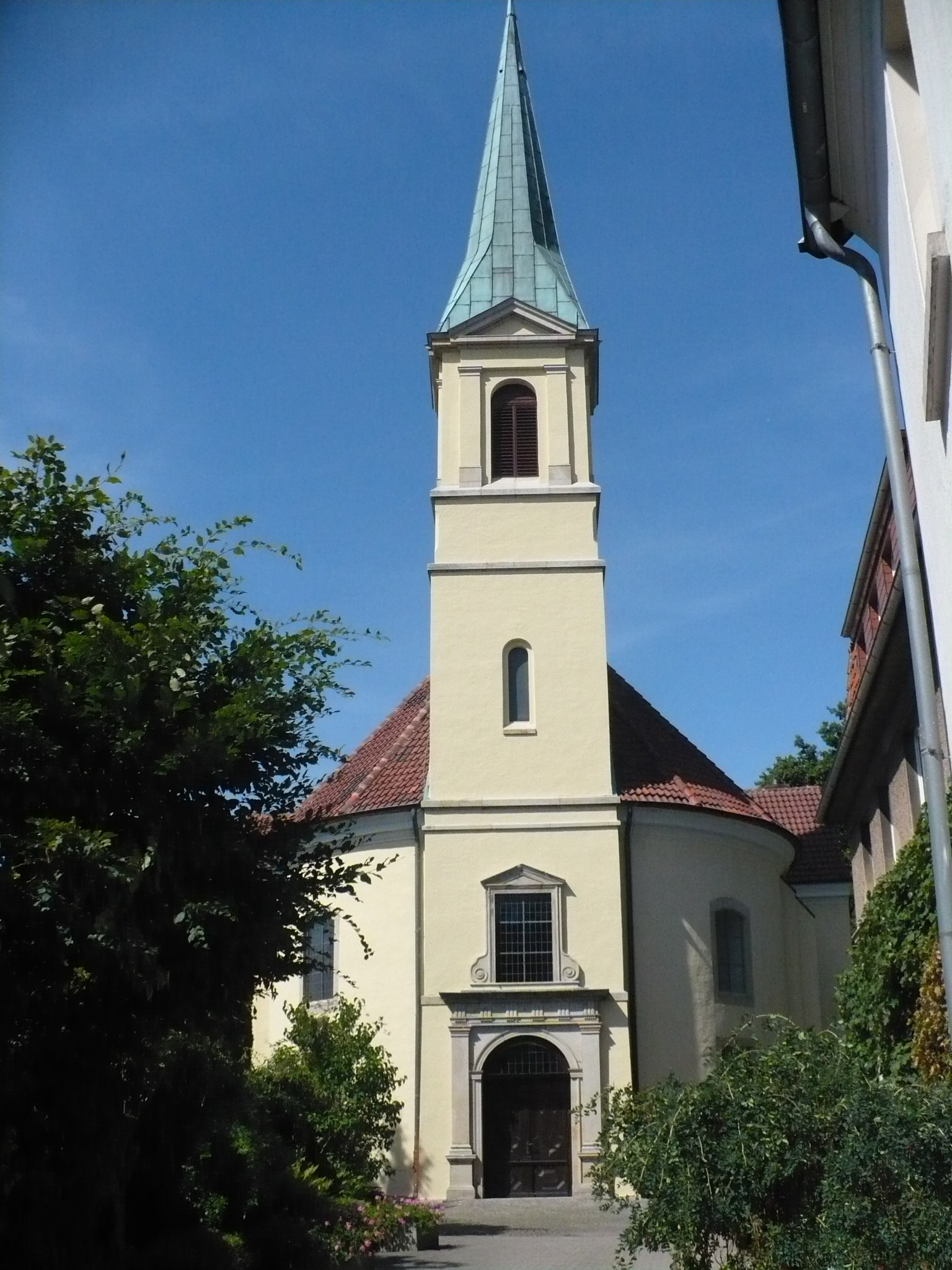
De Petrikerk (1743)
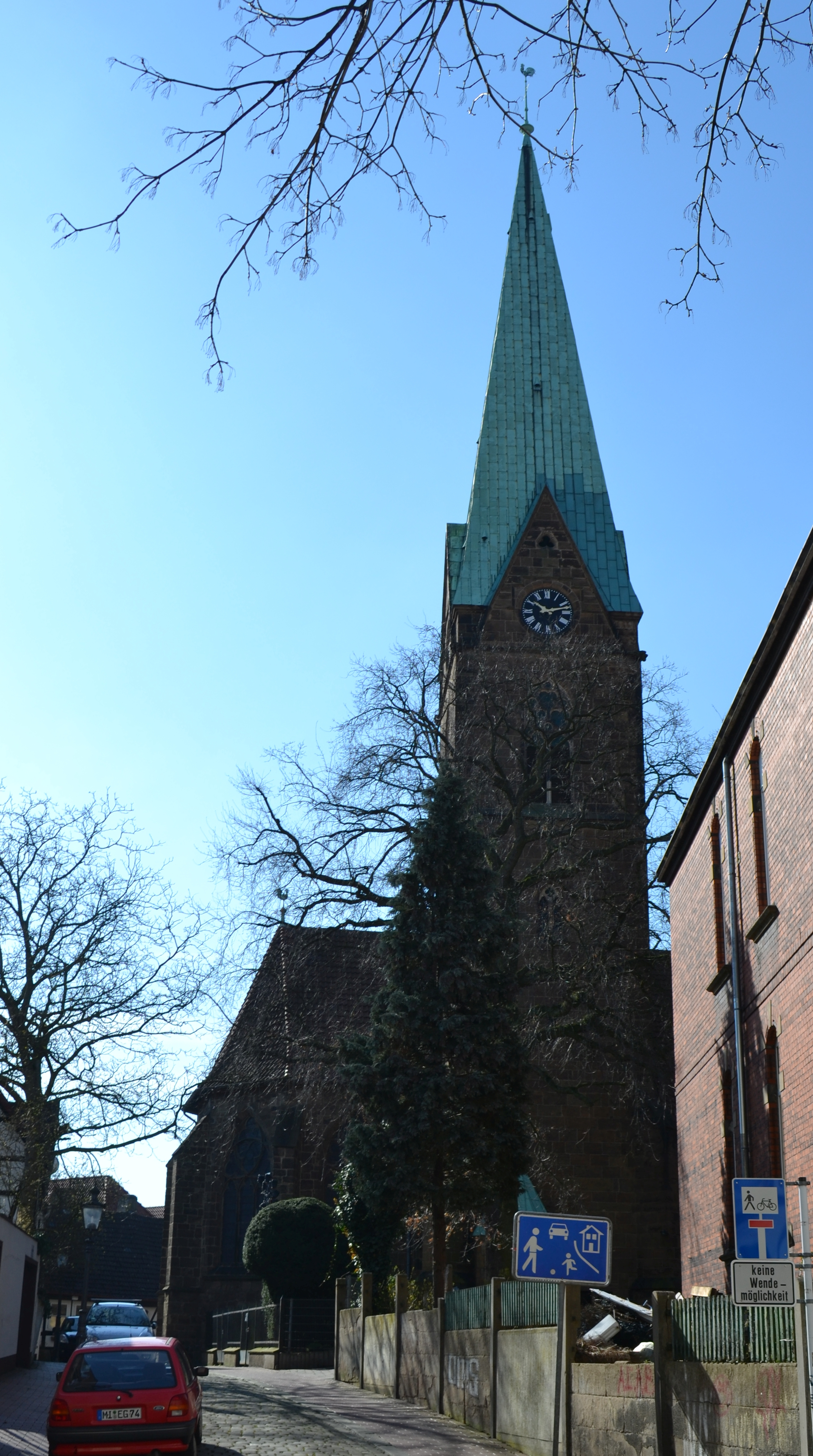
De St. Simeoniskerk in Minden
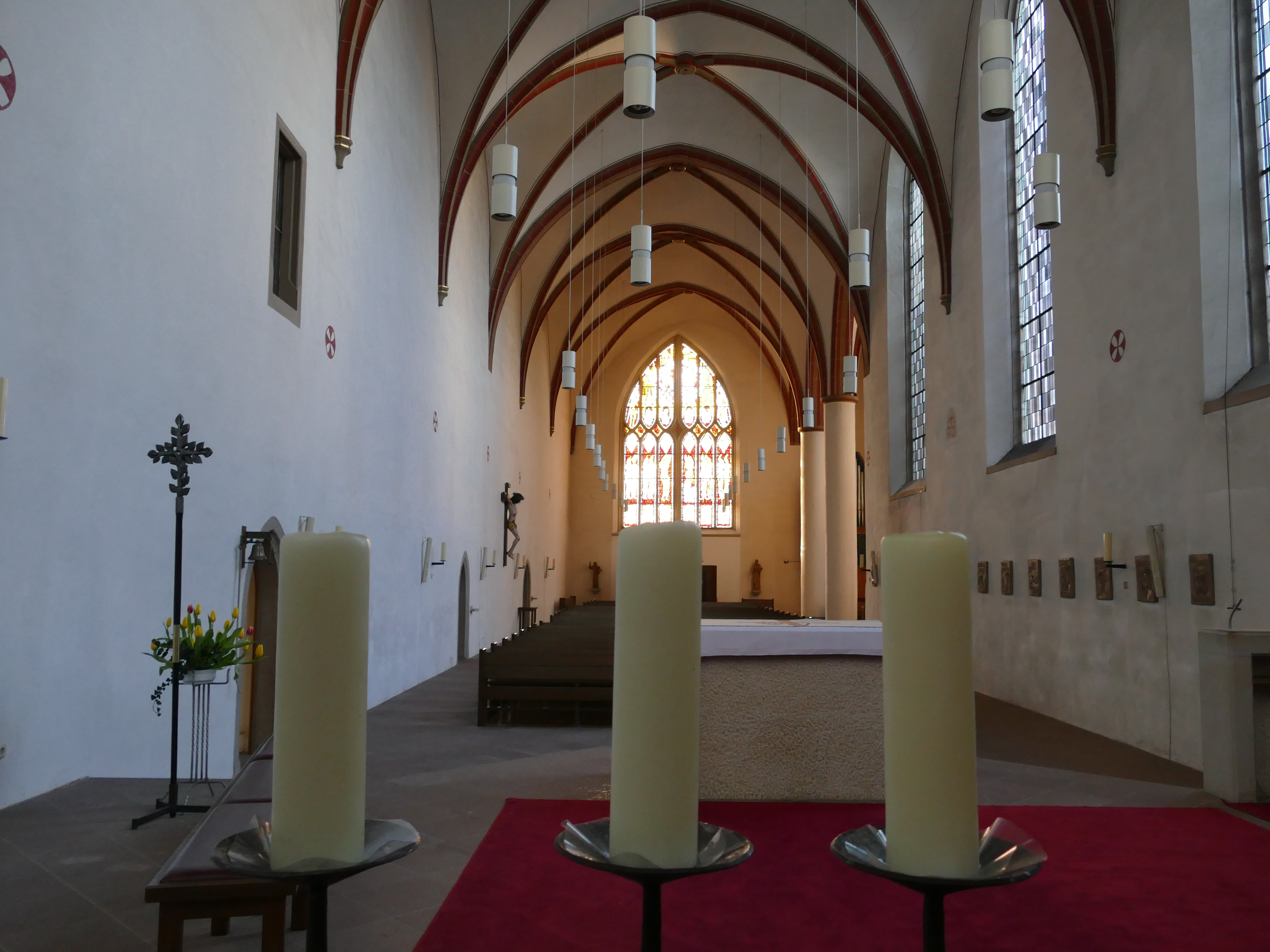
Interieur St. Mauritiuskloosterkerk
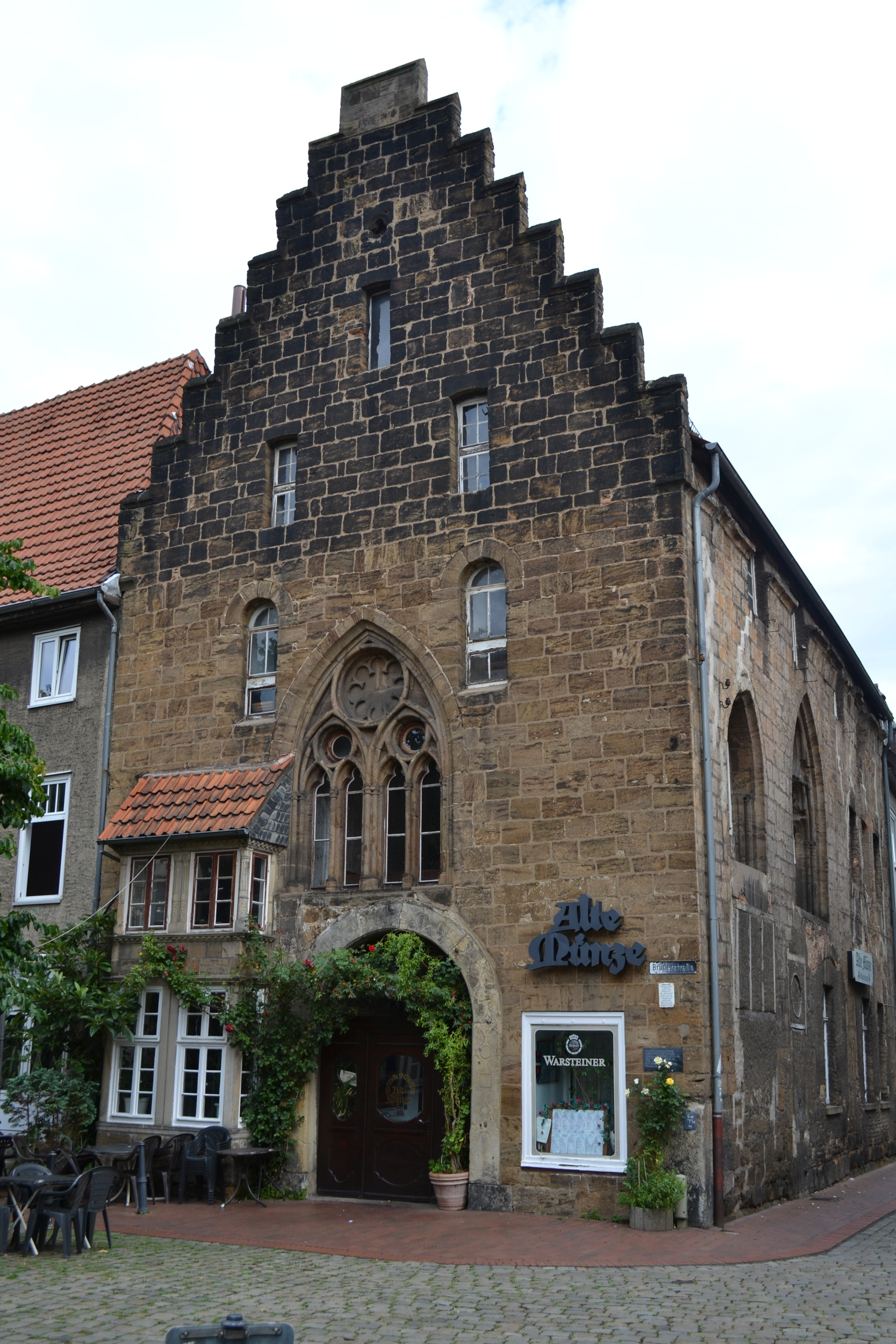
De Alte Münze
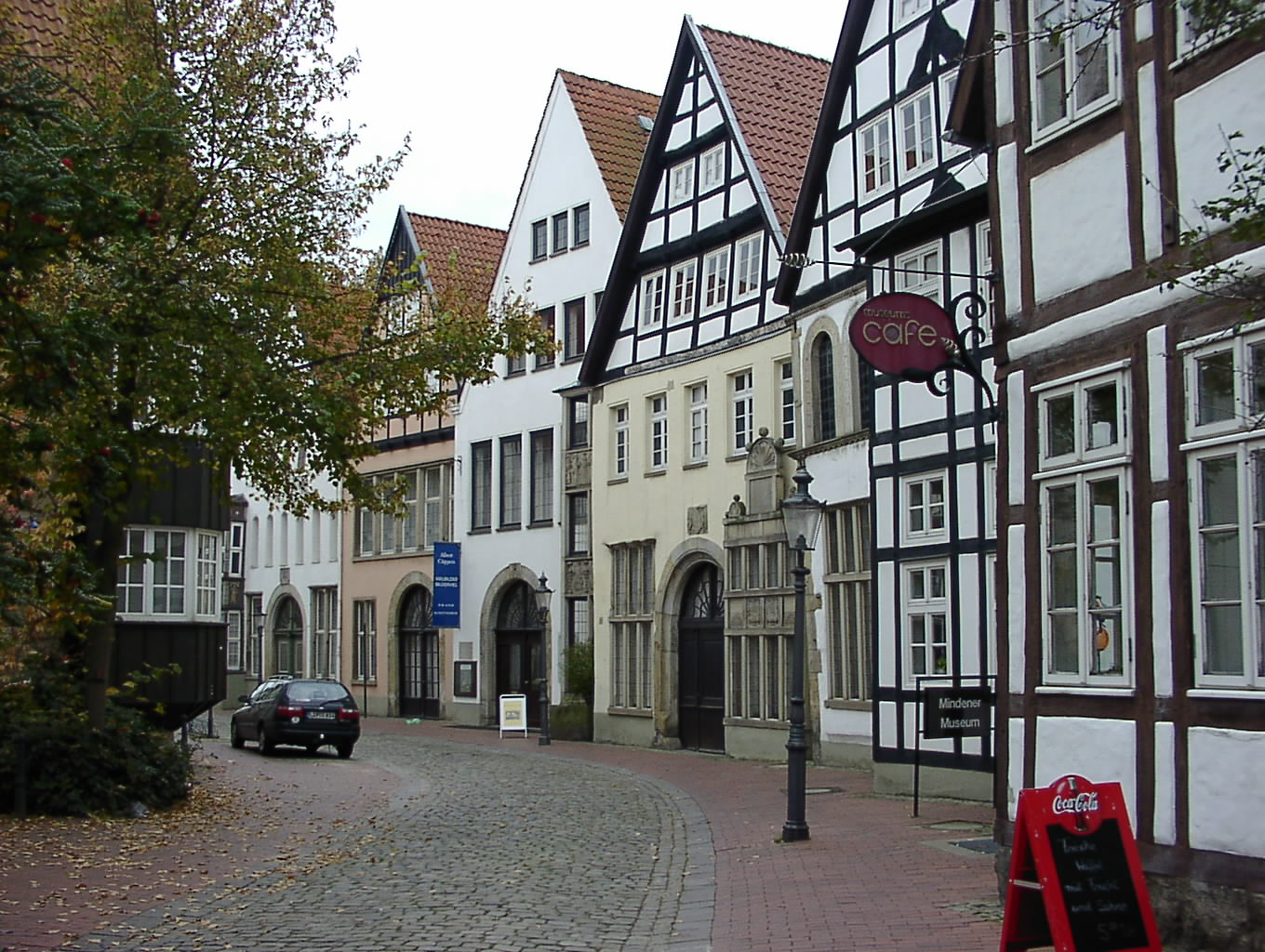
Museumszeile (als museum in gebruik zijnde rij huizen) Minden
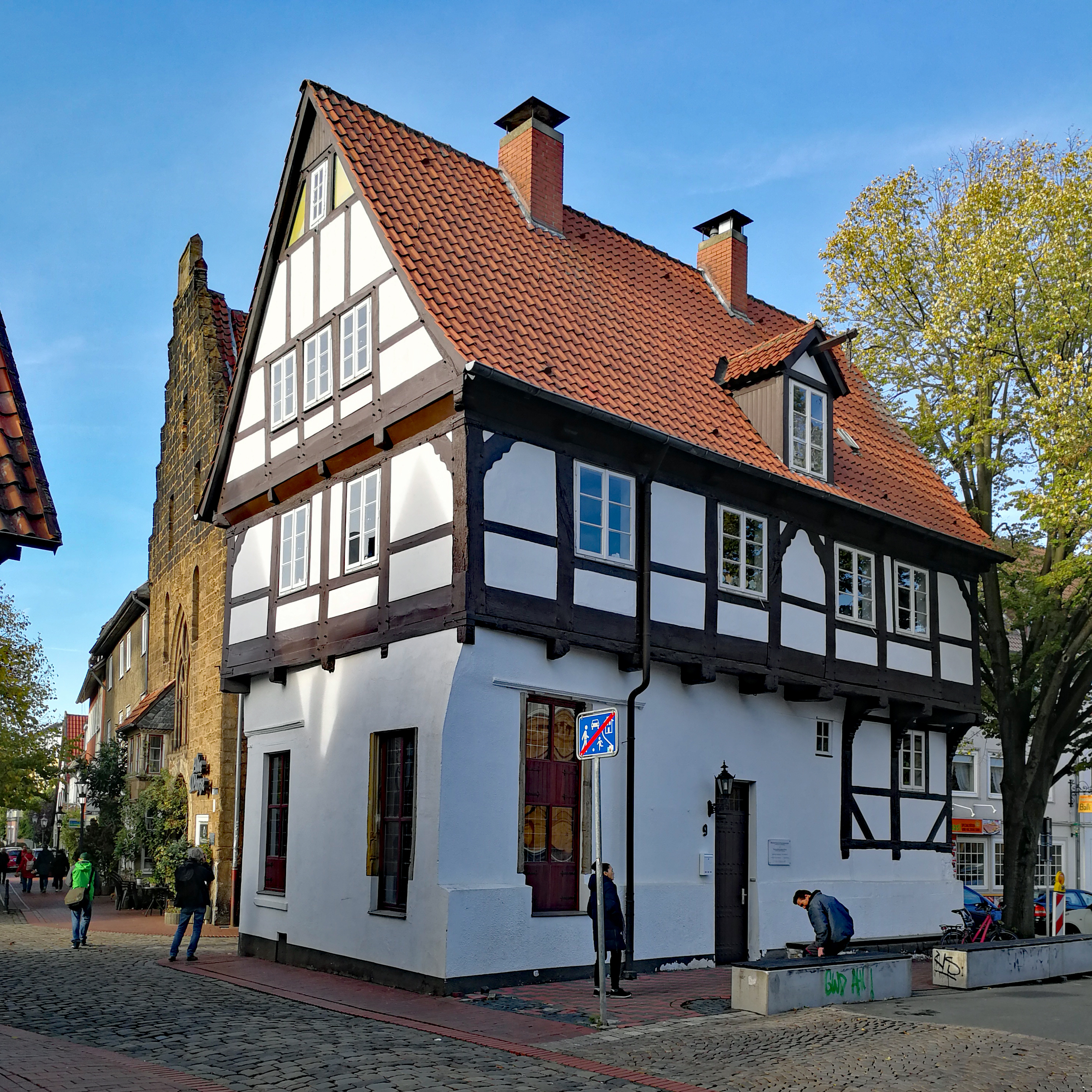
Martinikirchhof 9, restaurant Schwedenschänke of Weinloch
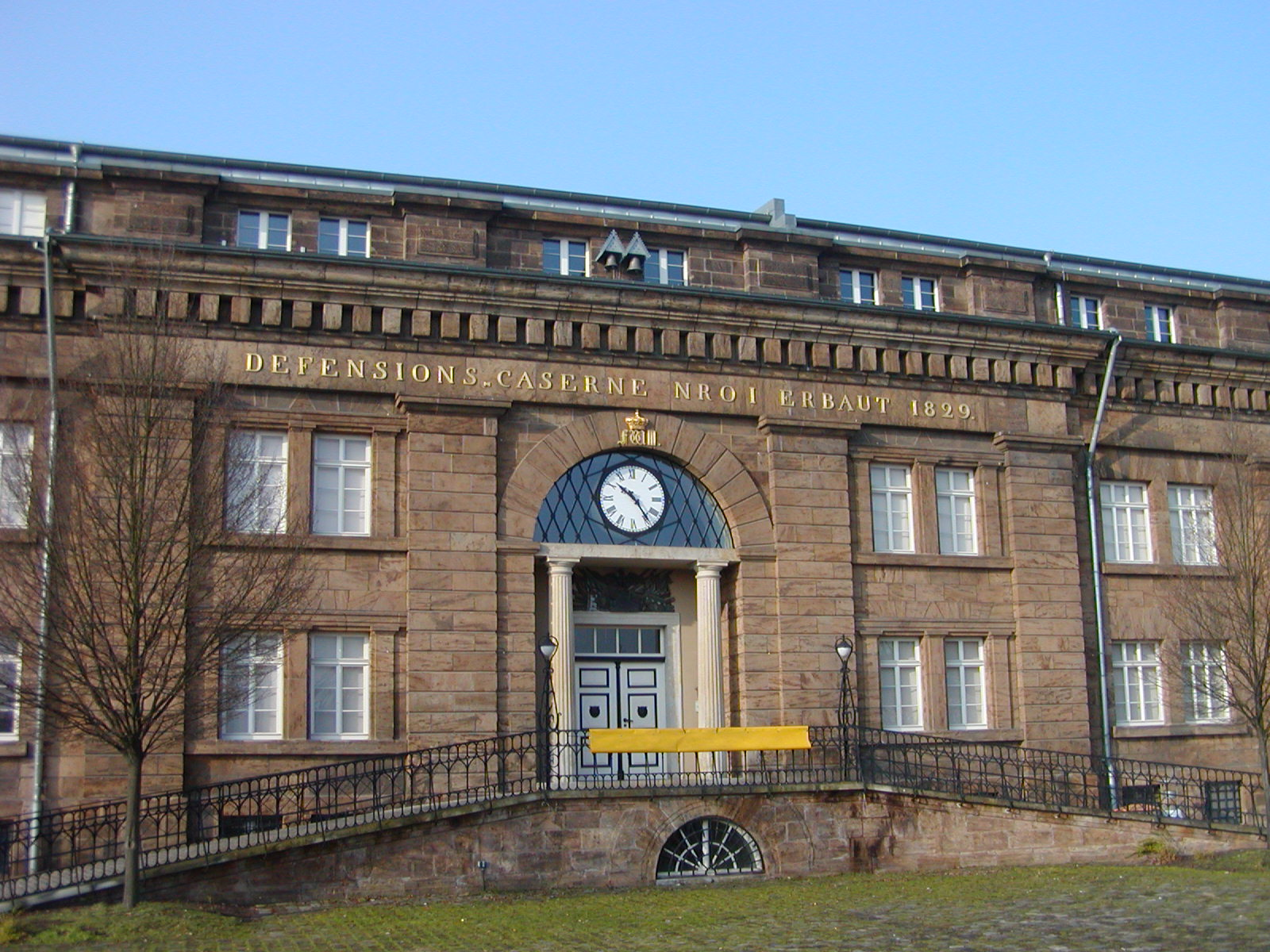
De mogelijk door Schinkel ontworpen Defensionskaserne (Preußisches Museum), bouwjaar 1829
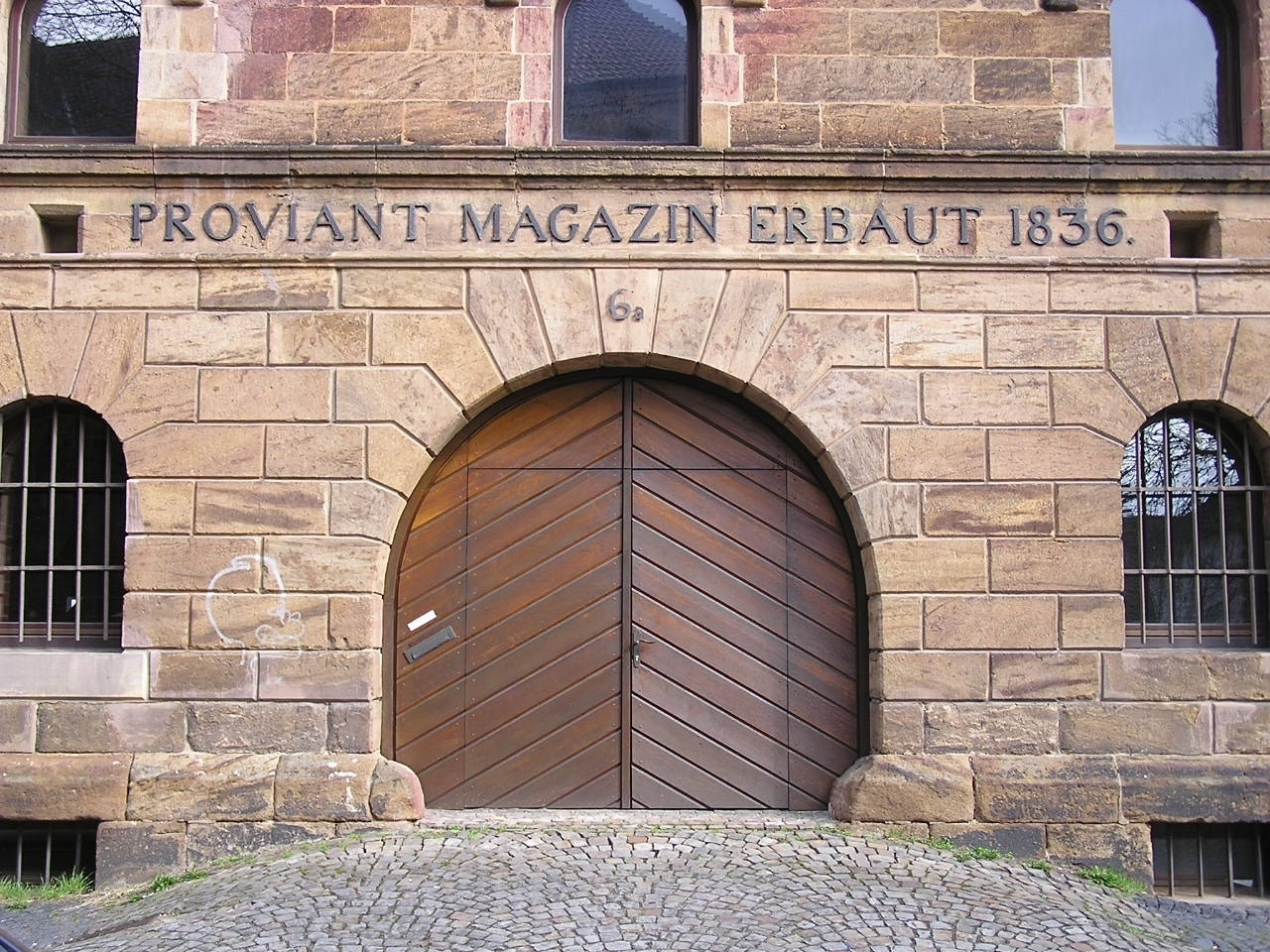
Het proviandmagazijn, in 1834 gebouwd voor het Pruisische leger, thans een school
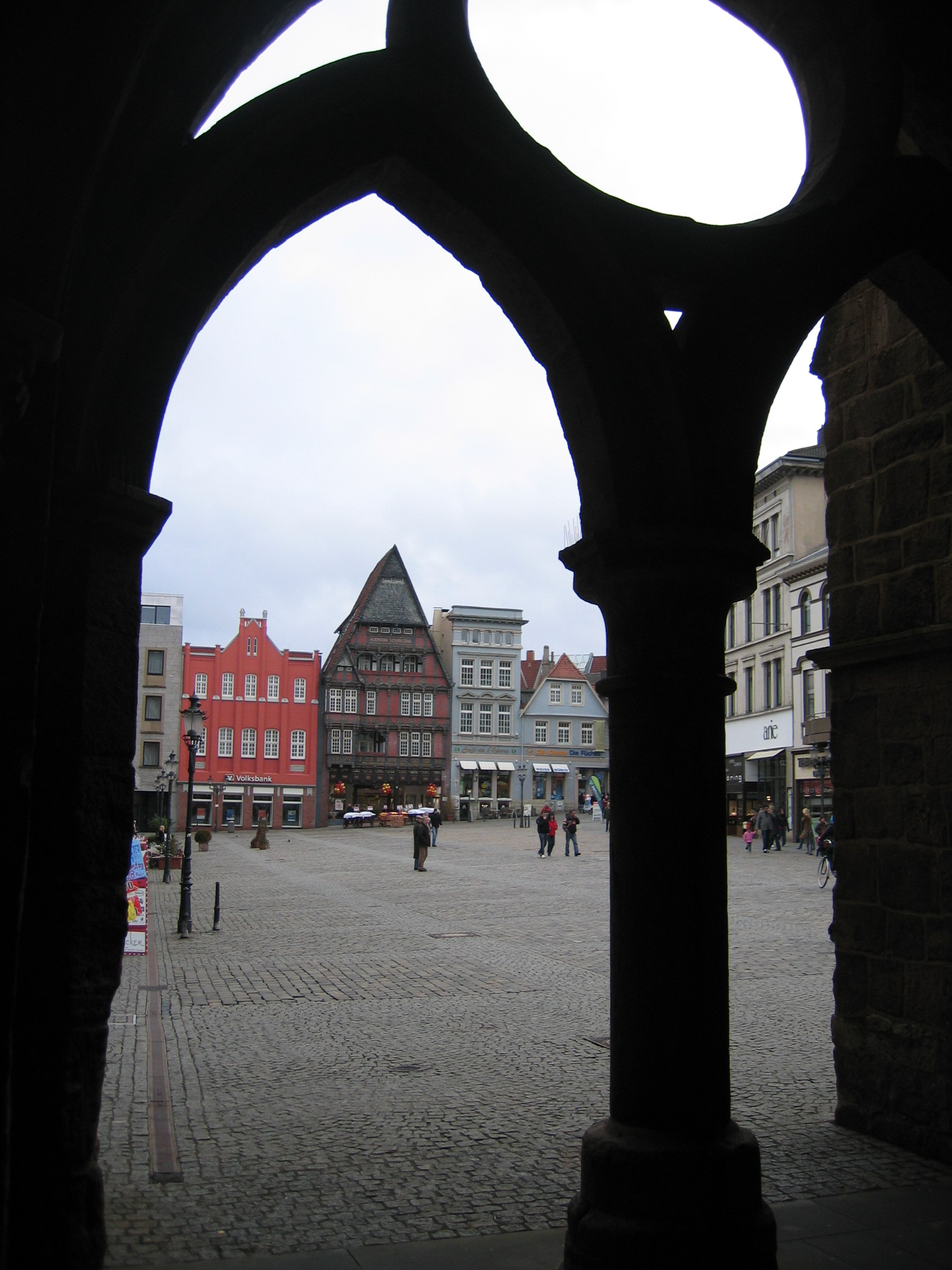
Gezicht op de  Markt en het Schmiedingsche Haus
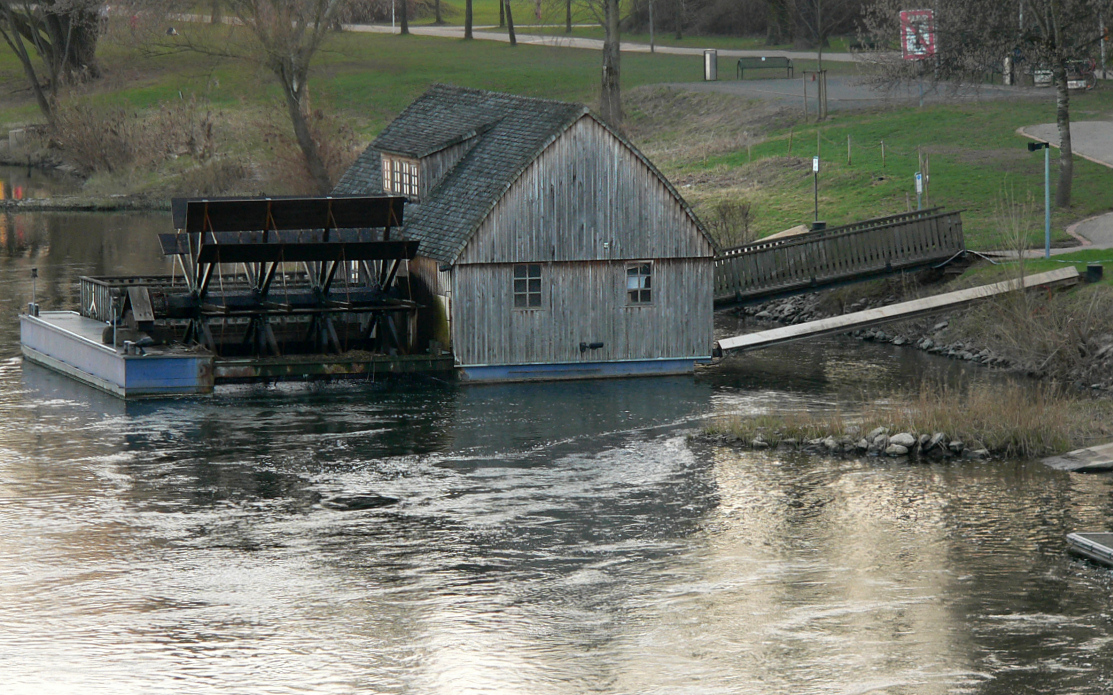
Schipmolen te Minden
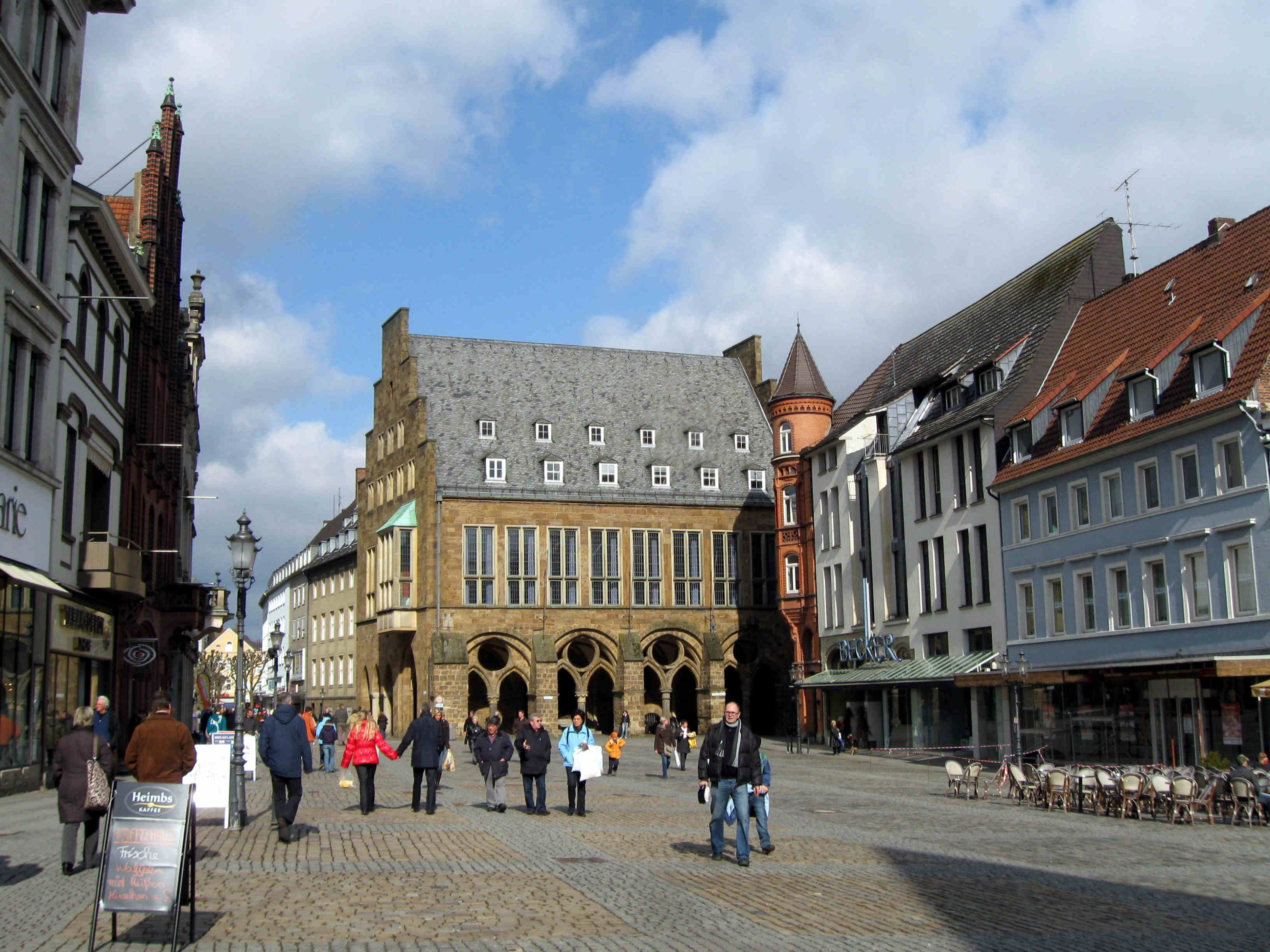
Gemeentehuis
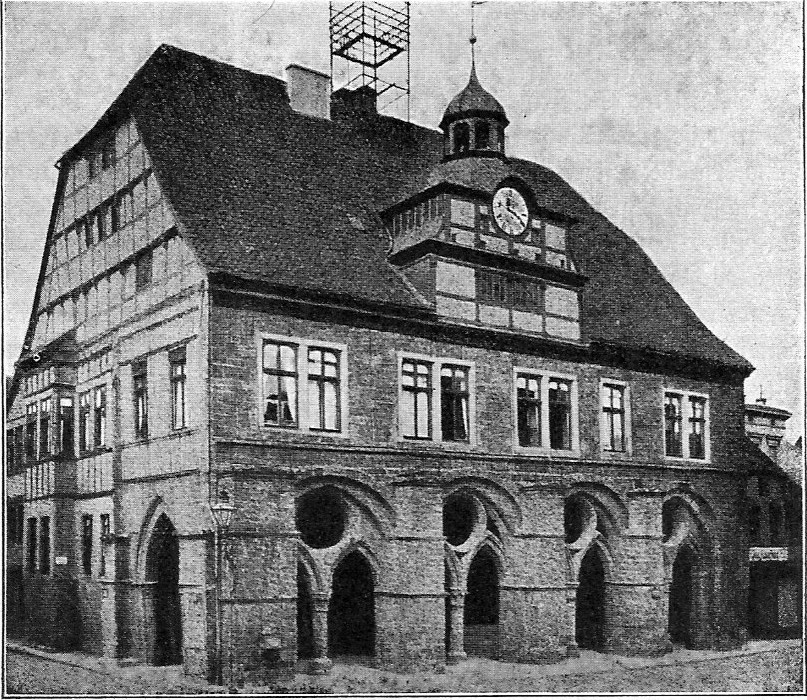
Raadhuis in Minden, foto van voor 1911; de op een kloostergang lijkende loggia is na de Tweede Wereldoorlog bewaard gebleven
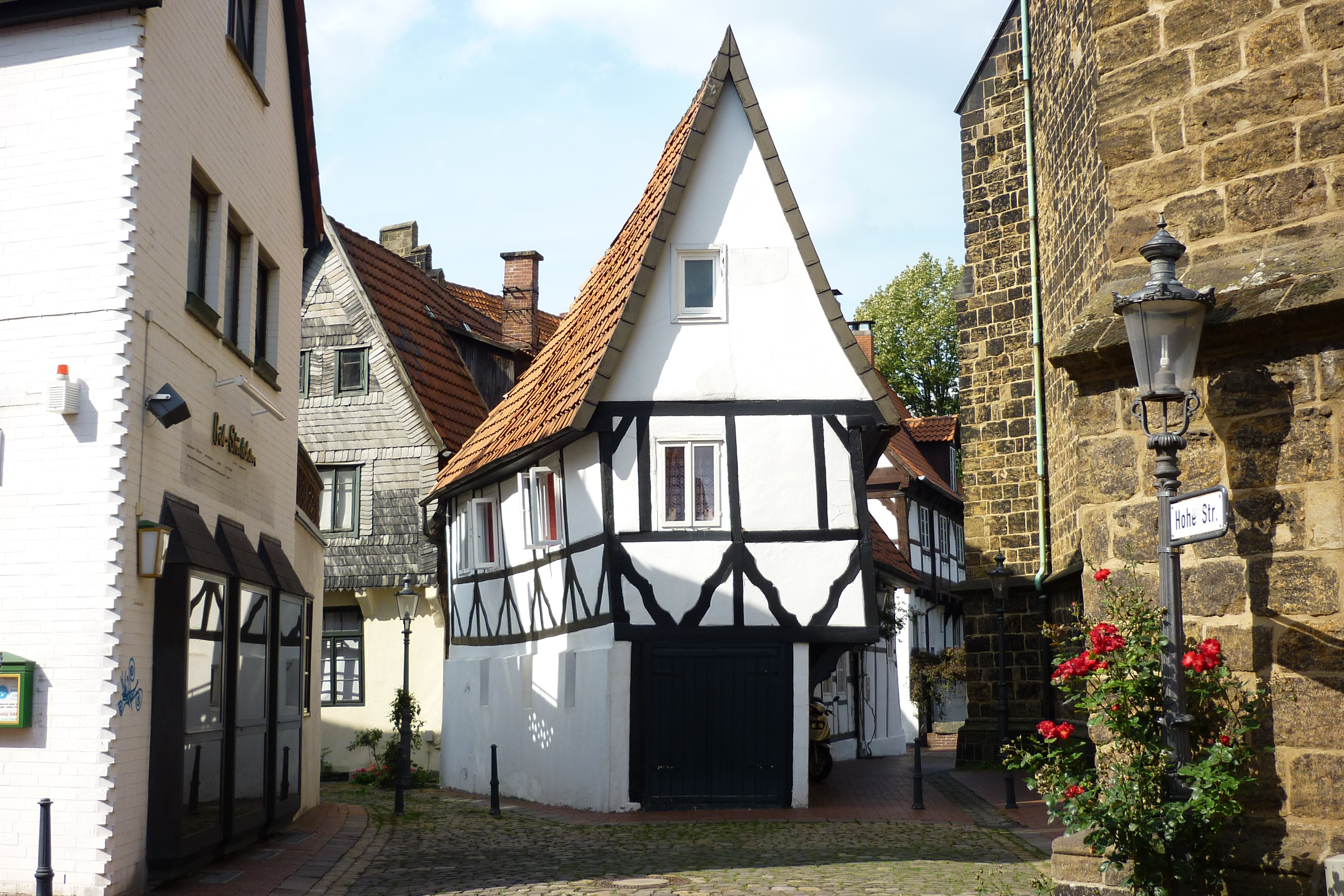
Het, omdat het tussen het huis en de kerk zo tochtte, als windgat bekende vakwerkhuis aan de Hohe Straße bij de Martinikerk
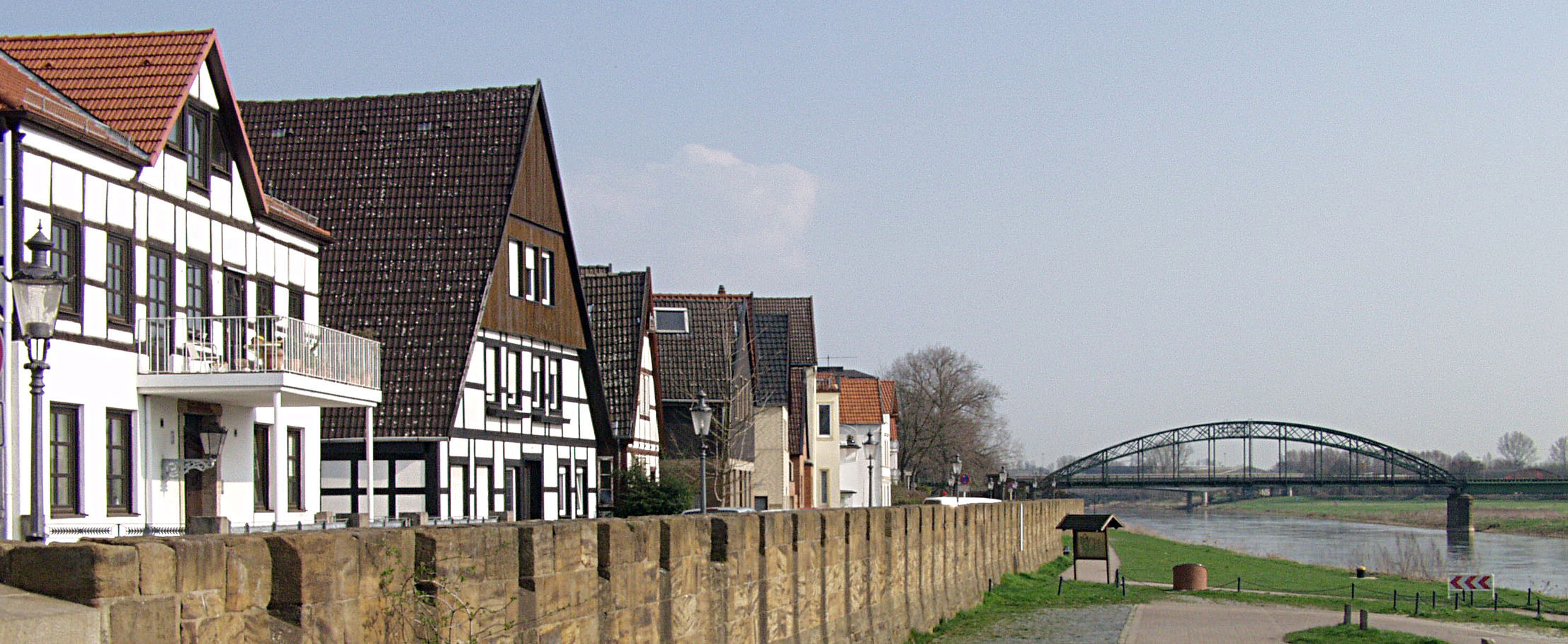
De zogenaamde Fischerstadt aan de Wezer
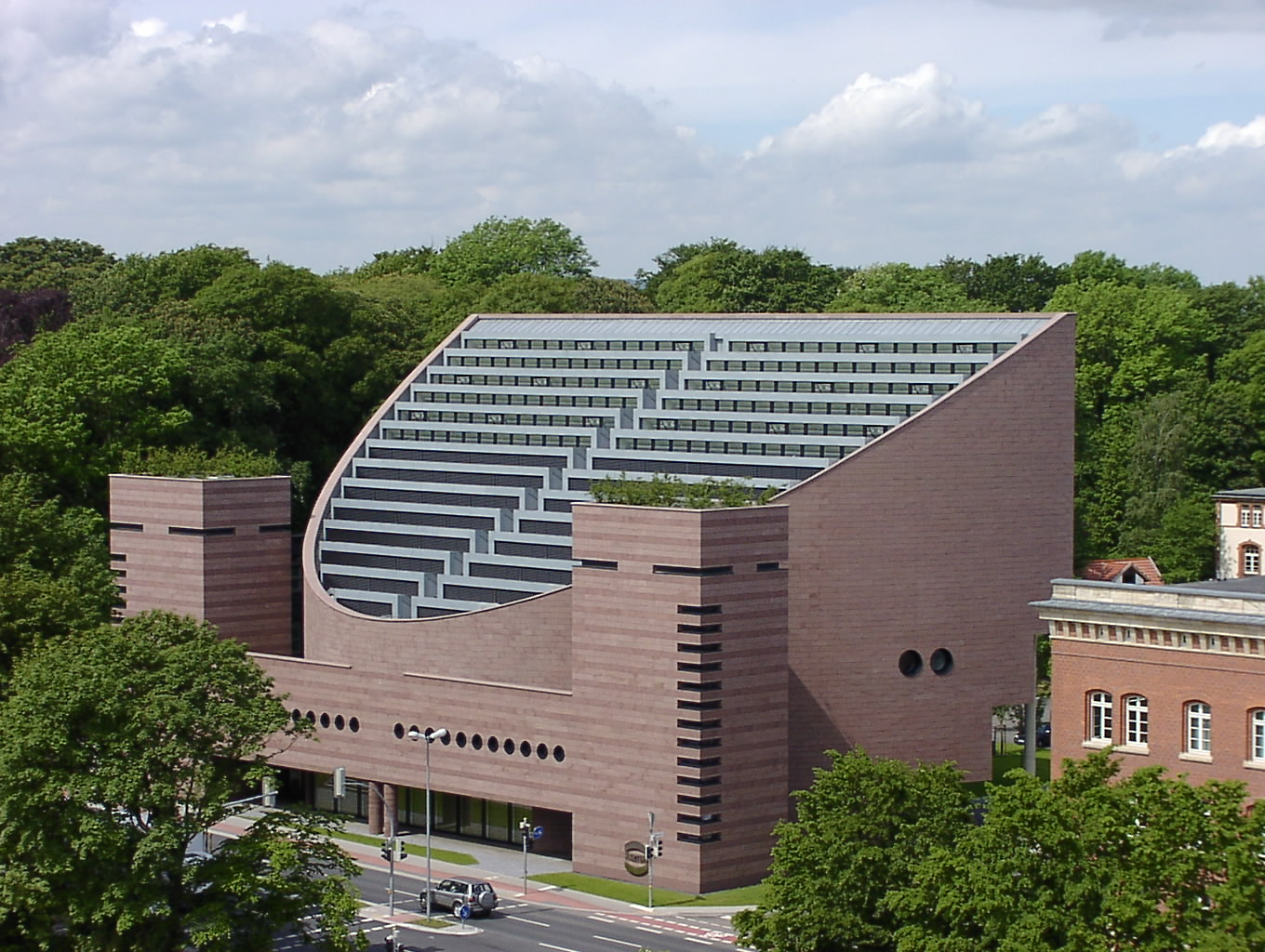
Kantoorgebouw Fa. Harting, Portastraße, ontwerp van de Zwitserse architect Mario Botta
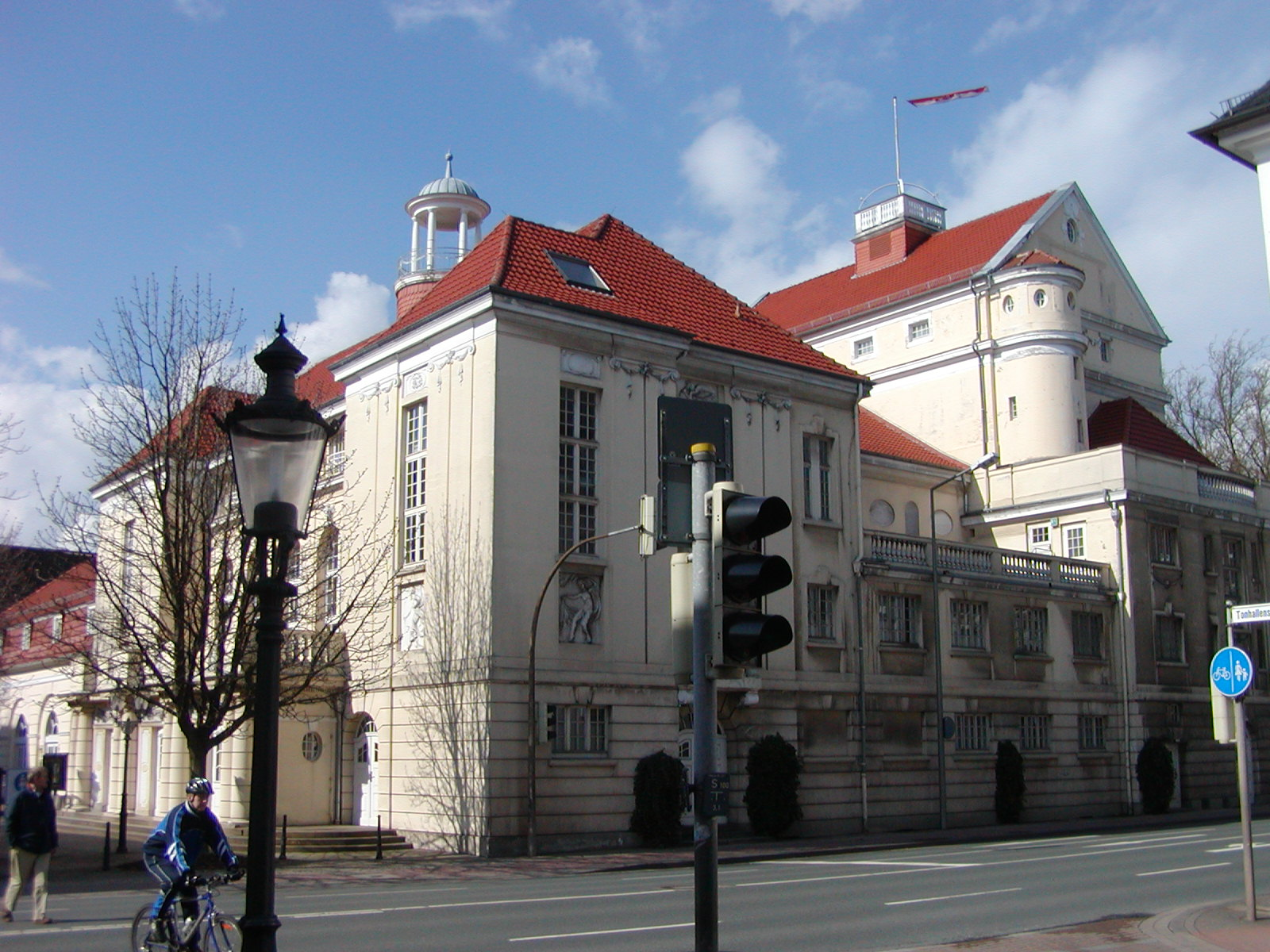
De schouwburg (Stadttheater)
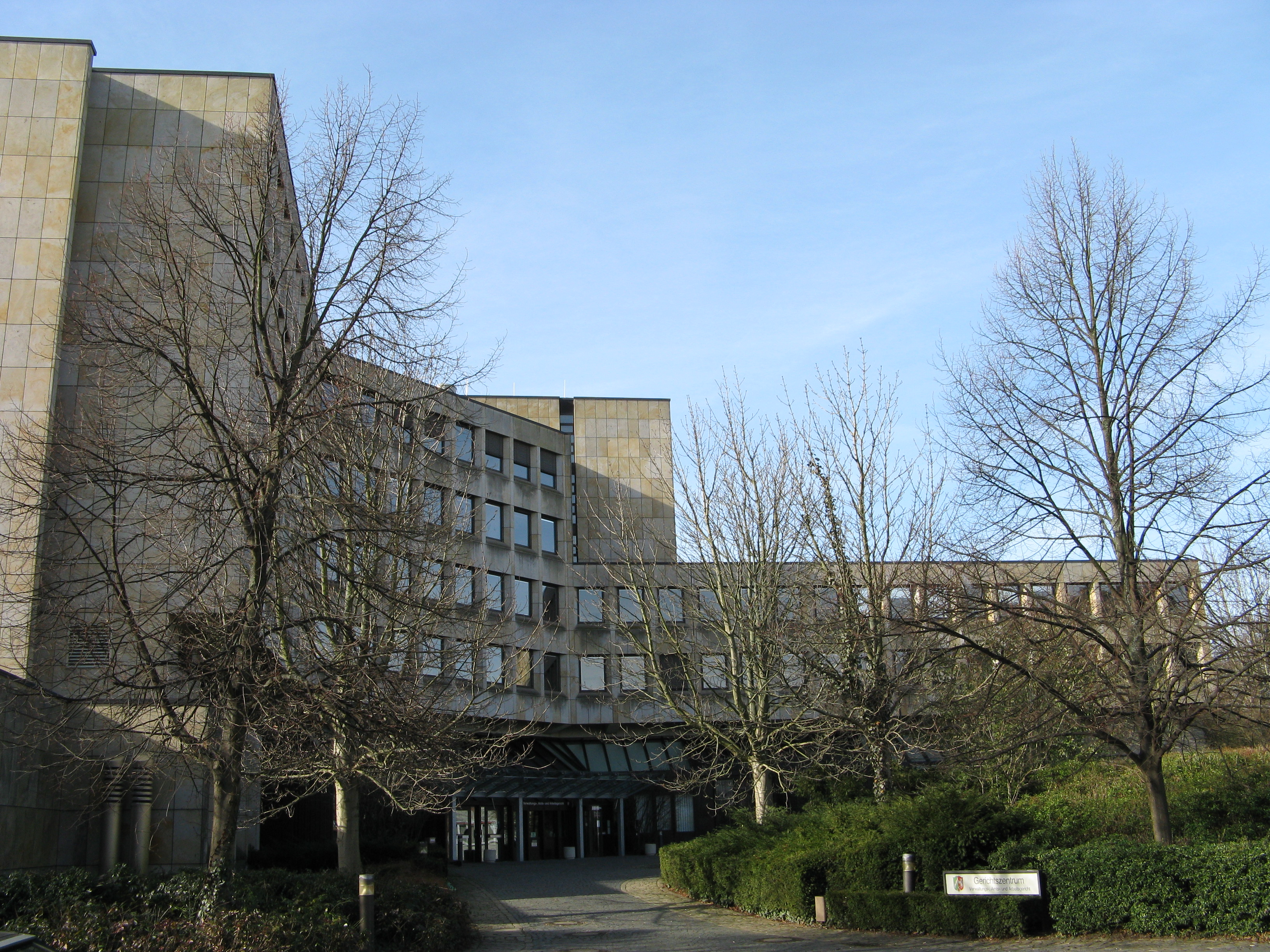
Gerechtsgebouw
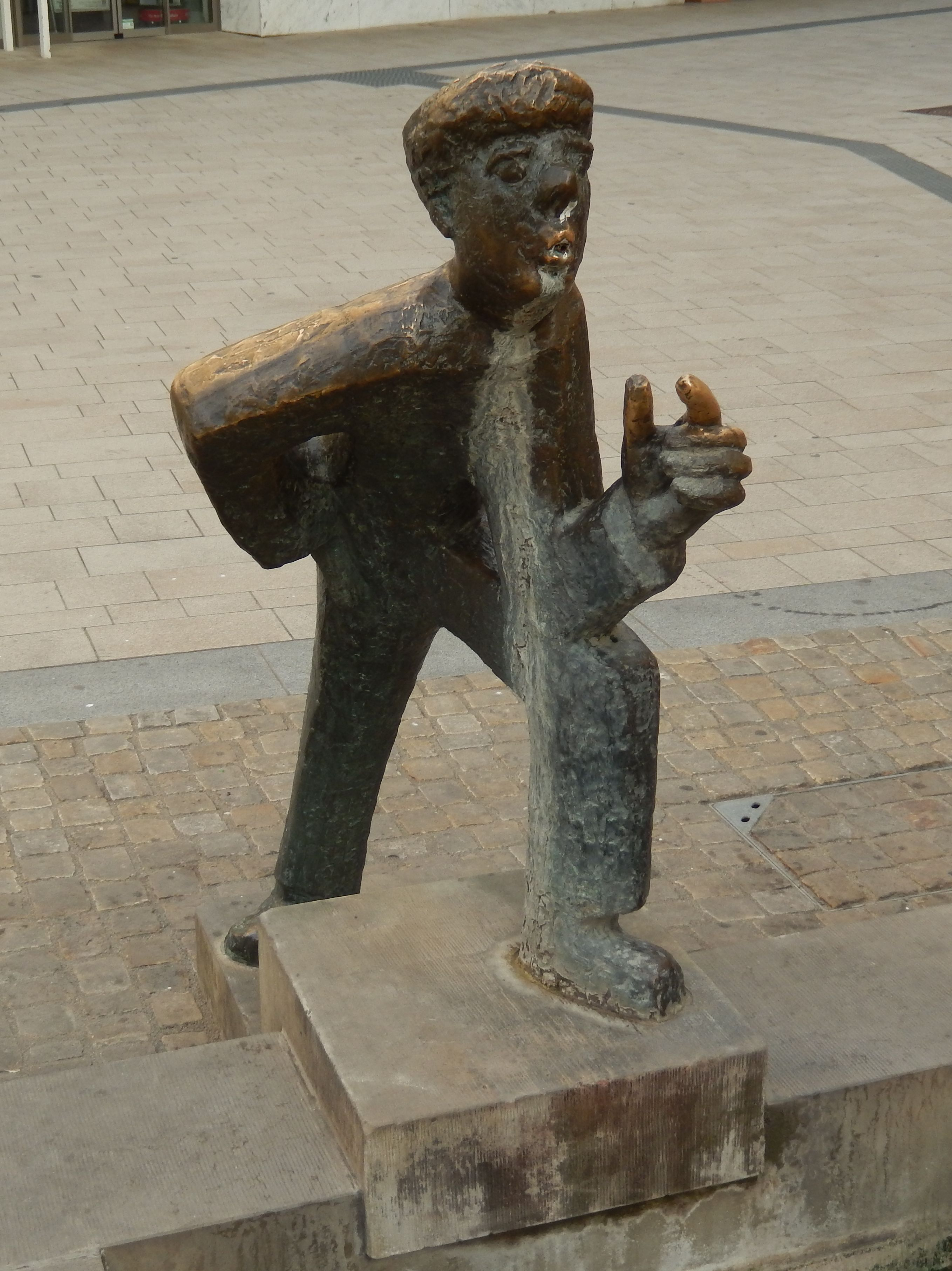
Sculptuur "Wezerspuwer"
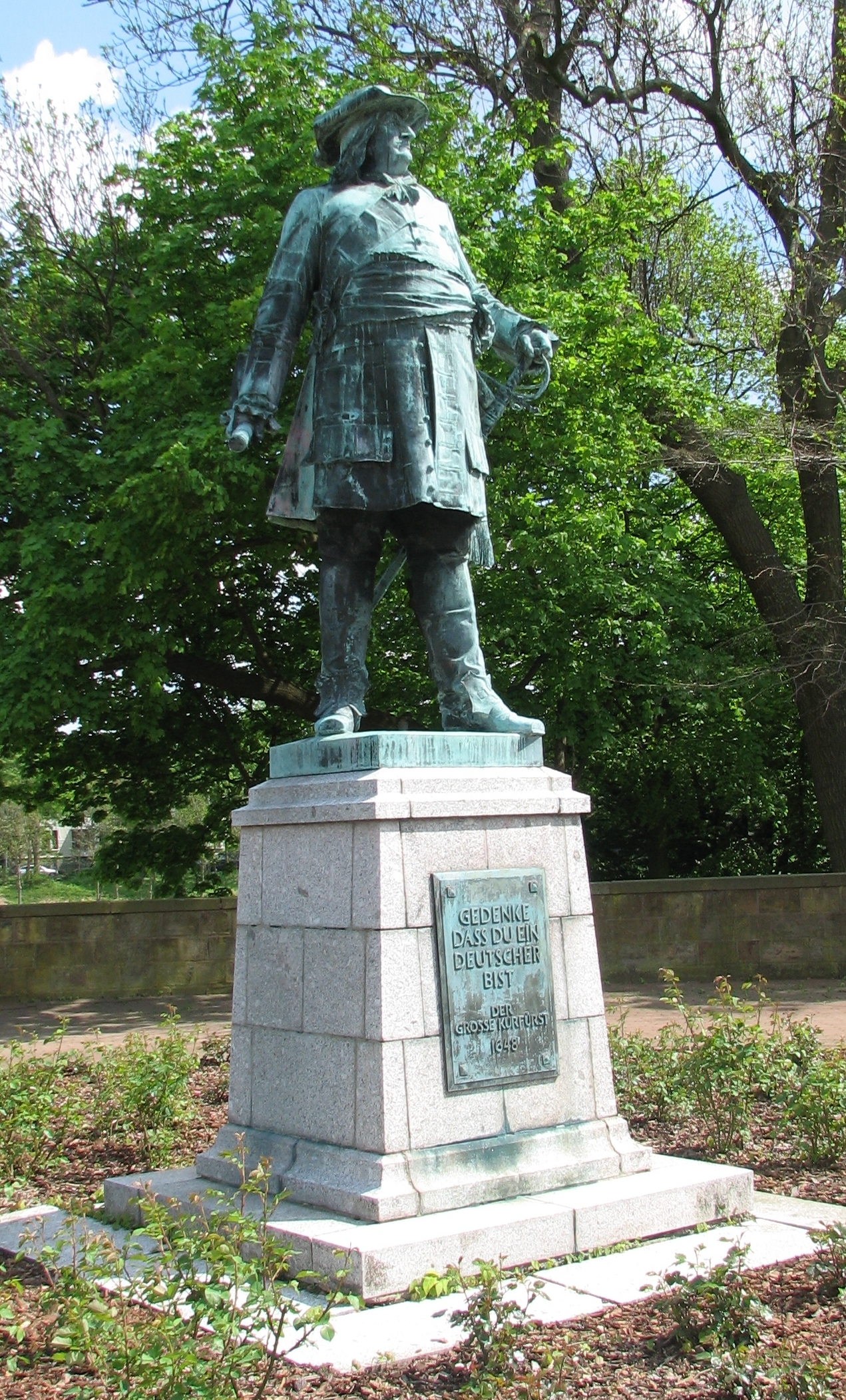
Standbeeld (1901) voor Keurvorst Frederik Willem I van Brandenburg-Pruisen
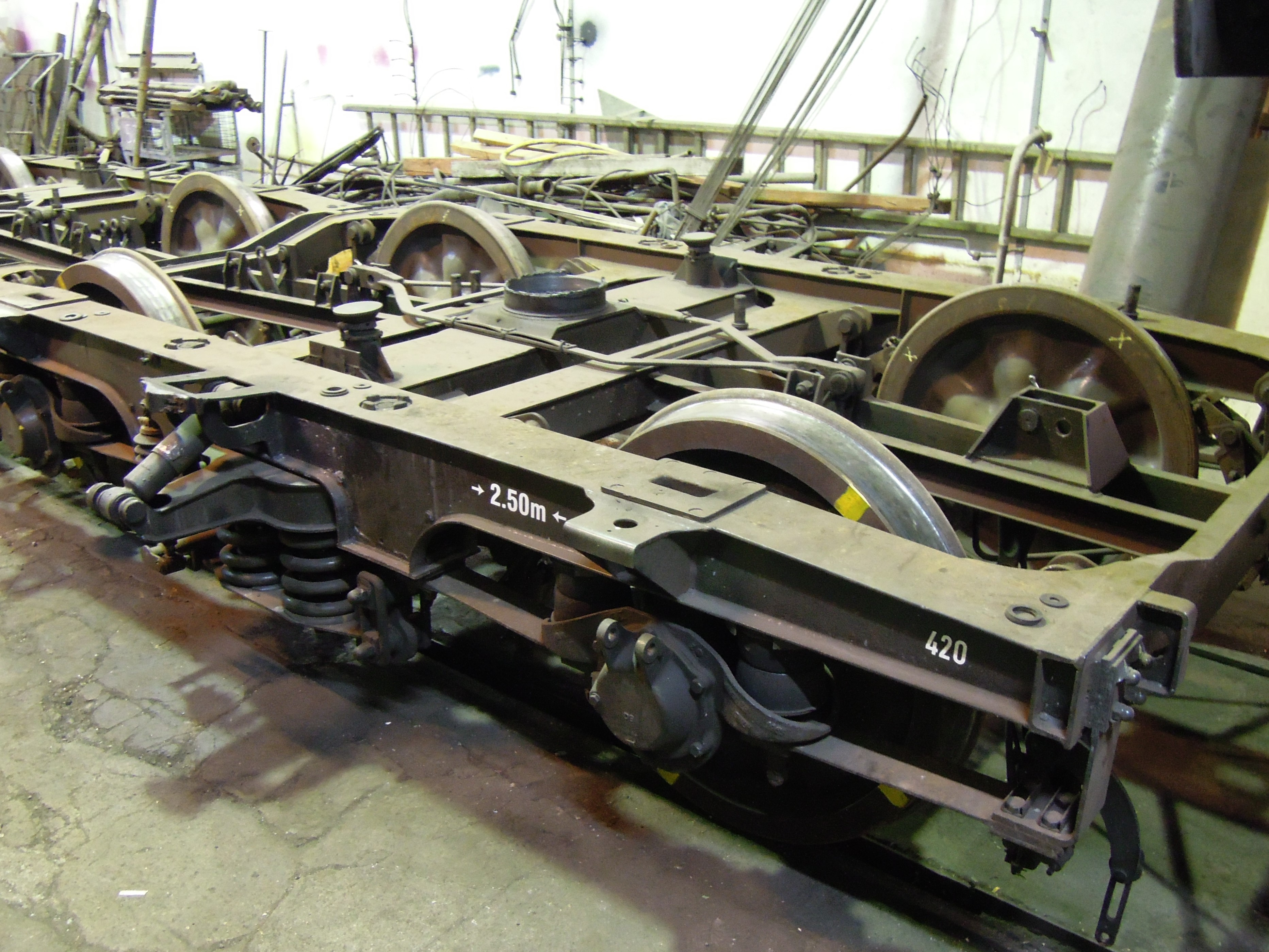
Draaistel type Minden-Deutz